# Ensemble Altstadt (Fürth)
Das Ensemble Altstadt ist ein Gebäudeensemble in Fürth und steht entsprechend Artikel 1, Absatz 3 des Bayerischen Denkmalschutzgesetzes unter Denkmalschutz. Das Ensemble ist Bestandteil der Liste der Baudenkmäler in Fürth, in der die Baudenkmäler der mittelfränkischen kreisfreien Stadt Fürth aufgelistet sind. Diese Liste ist eine Teilliste der Liste der Baudenkmäler in Bayern. Grundlage dieser Liste ist die Bayerische Denkmalliste, die auf Basis des bayerischen Denkmalschutzgesetzes vom 1. Oktober 1973 erstmals erstellt wurde und seither durch das Bayerische Landesamt für Denkmalpflege geführt und aktualisiert wird. Die folgenden Angaben ersetzen nicht die rechtsverbindliche Auskunft der Denkmalschutzbehörde.

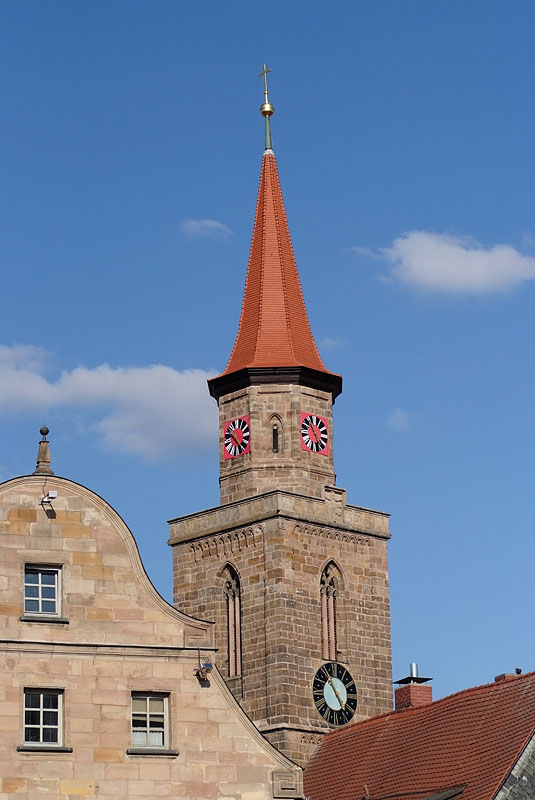
Den historischen Kern der Altstadt bildet die Stadtkirche St. Michael (Kirchenplatz 4), dementsprechend wird die Altstadt inoffiziell auch „Altstadtviertel St. Michael“ genannt. Im Bild Kirchturm und Schweifgiebel des Anwesens Gustavstraße 58.

## Beschreibung

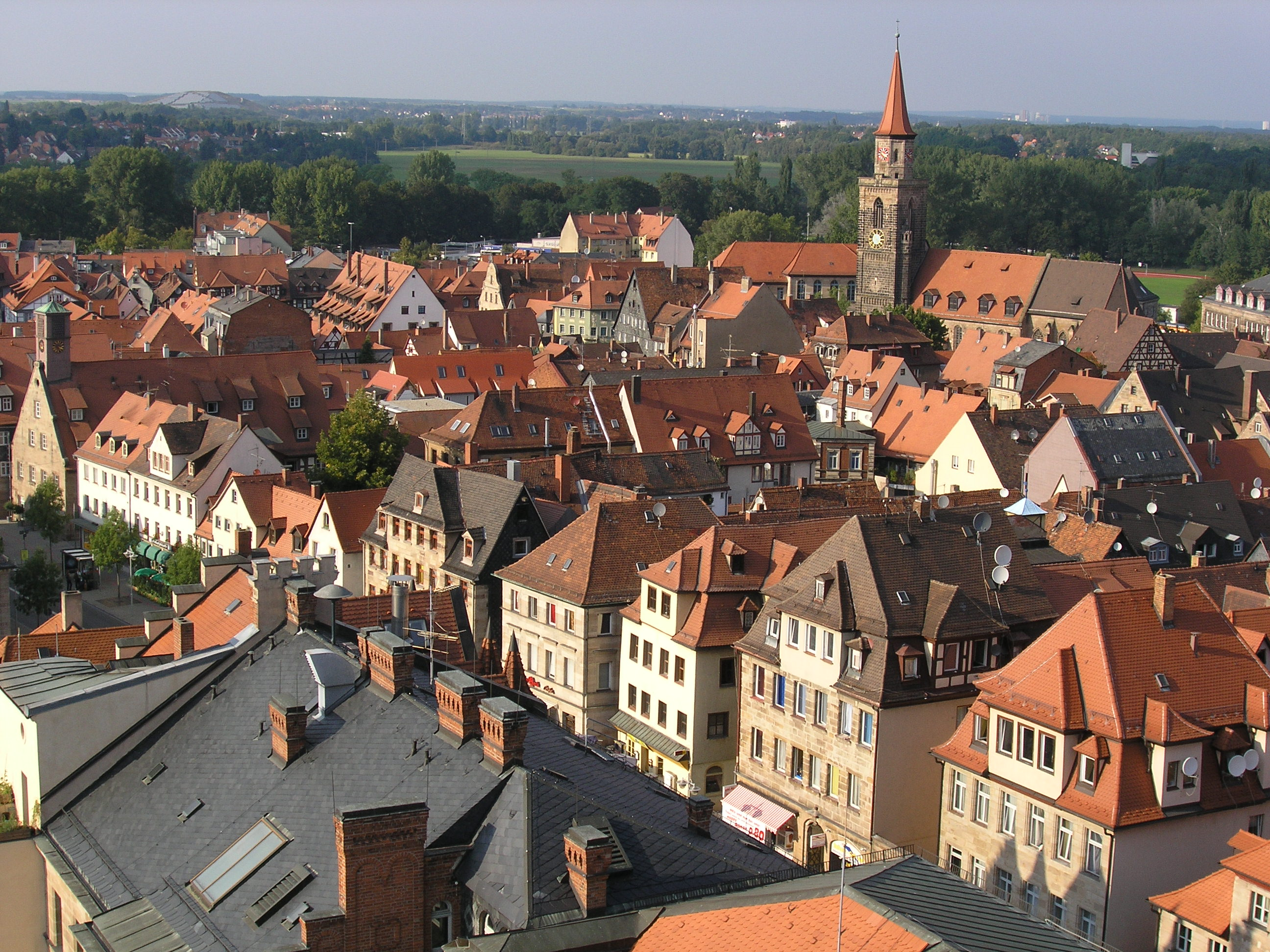
Teile der Altstadt vom Rathausturm aus gesehen, im Vordergrund die barocken Häuser in der mittleren Königstraße, im Hintergrund die Stadtkirche St. Michael am Kirchenplatz.

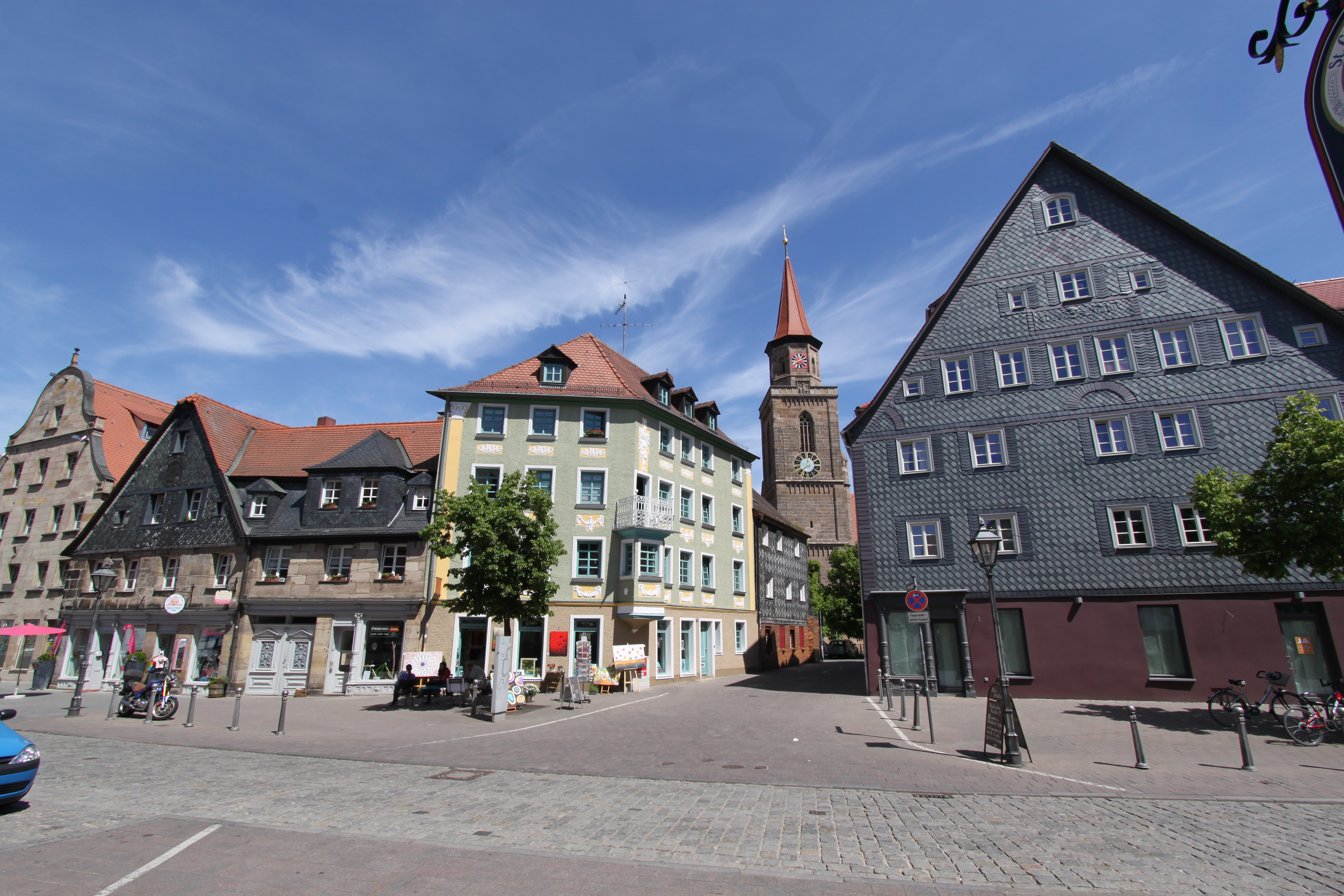
Gustavstraße 58 (links), 56, 54 (Eckhaus), 52 (im Hintergrund) und 50 (rechts), dazwischen der Eingang zum Kirchenplatz und die Stadtkirche St. Michael.

Das Ensemble umfasst in erster Linie den historischen Ortskern, wie er sich auf mittelalterlichem Grundriss von der vollständigen Zerstörung 1634 bis zur Mitte des 18. Jahrhunderts entwickelt hat; ausgenommen ist der nach einer sogenannten „Flächensanierung“ (gleichbedeutend mit Totalabriss) nicht erhaltene und neu bebaute Südwestteil zwischen Königs- und Lilienstraße (mit dem ehem. israelitischen Schulhof um die im Pogrom 1938 zerstörte Hauptsynagoge). Den historischen und städtebaulichen Kernbereich bildet der im Grundriss noch ablesbare mittelalterliche Marktflecken, der bis zur Zerstörung im Dreißigjährigen Krieg in der Hauptsache bäuerlich geprägt war.
Seit dem Wiederaufbau im 17. Jahrhundert erfuhr der Ort eine – v. a. durch starkes Bevölkerungswachstum begründete – Erweiterung nach Südosten und eine Verdichtung der Bebauung. Die Linie Waagstraße/Obere Fischerstraße dürfte eine ältere Siedlungsgrenze darstellen; doch schon auf der Ortsansicht von 1630 erstreckt sich die Bebauung etwa bis in den Bereich der Oberen Mühle und des Helmplatzes. Der mittelalterliche, erstmals im Jahre 1007 belegte Marktort gruppierte sich um die zweimal abgeknickte Durchfahrtsachse Maxbrücke (ehem. Badbrücke) – (untere) Königstraße (ehem. Untere Frankfurter Straße) – Marktplatz – Gustavstraße (bis 1827: Bauerngasse).
Die Bauerngasse stand funktionsmäßig mit dem Marktplatz in Zusammenhang, in der Bauergasse stellten die Landwirte ihre Fuhrwerke ab und kehrten in den zahlreichen Gaststätten ein. Der Marktplatz wurde an der südlichen Seite im Zuge der sogenannten „Altstadtsanierung“ – tatsächlich ein beispielloser Flächenabriss von 132 historischen Häusern in den 1970er Jahren – wieder neu bebaut. Ansonsten zeigen Marktplatz und Gustavstraße noch das typische Bild einer alten fränkischen Kleinstadt. An der unteren Königstraße (Ostteil der Königstraße bis Schwammbergerstraße) ist die Altbebauung nur an der Nordseite erhalten. Die Südseite (gerade Nummern) wurde im Zuge der sogenannten „Altstadtsanierung“ abgebrochen und neu bebaut. Teilweise wurden für die Fassaden durchnummerierte Originalsteine verwendet. Die auffallend kleinteiligen Strukturen im Ensemblegebiet entstanden wahrscheinlich durch „Zertrümmerung“ (Realteilung), Funktionswechsel (Handwerk, Manufakturen, Einzelhandel) sowie Umbauung und Aufsiedlung der ehemaligen Bauernhöfe, deren landwirtschaftliche Funktion vom 17. bis 19. Jahrhundert aufgegeben wurde.
Der vom Verkehr völlig abgesonderte Kirchenplatz um die Stadtpfarrkirche St. Michael war bis 1811 Friedhof. Den Nordostrand des Ensembles bilden Pegnitz-, Unteren Fischer- und Mühlstraße. Die schmale Helmstraße bildet einen abgerückten Bereich mit geschlossen erhaltener Altbausubstanz. Hauptachse des nachmittelalterlichen Erweiterungsgebietes wurde die Königstraße, die seit dem 18. Jahrhundert die Gustavstraße als Hauptverkehrsachse ablöste. An der nördlichen Seite der Königstraße zwischen Hausnummer 39 und 81 (ungerade Nummern) gibt ihr eine Reihe stattlicher Mansarddachhäuser des 18. Jahrhunderts ein einheitliches Gepräge. Als Verbindung zwischen der Königstraße und der Gustavstraße entstand seit dem späteren 17. Jahrhundert die noch weitgehend geschlossen erhaltene Schindelgasse, das markanteste Beispiel von Siedlungsverdichtung durch Bebauung von Hof- und Rückbereichen. Die weitere Verbindung Waagstraße war ursprünglich der Innenbereich eines großen landwirtschaftlichen Anwesens.
Mit der Anlage des Königsplatzes (ursprünglich Dreikönigsplatz) war vielleicht eine zweite Schwerpunktbildung neben dem alten Marktplatz beabsichtigt. Die Ortserweiterung im Bereich des heutigen Rathauses geht auf die Initiative der Markgrafen von Ansbach zurück. An der Stelle des heutigen Rathauses errichteten die Markgrafen das zunächst als Schloss gedachte Brandenburger Haus (in der Folge Gasthof). Zum Ensemble gehören weiterhin die großenteils erhaltenen Wohnhausreihe Königstraße 90–110 (gerade Nummern) und die parallele, geradlinige Bäumenstraße, die bis zum südlichen Ende der erhaltenen Altbebauung einbezogen ist. Die Nordzeile der Schirmstraße (ungerade Nummern 1–11) ist ebenfalls Bestandteil des Ensembles Altstadt. Weitere Baudenkmäler des 19. Jahrhunderts auf der Südseite der Bäumen- und der Schirmstraße gingen mit dem Abbruch der Brauerei Geismann Anfang der 1980er Jahre verloren. Das Ensemble umfasst zudem die Gruppe späthistoristischer und jugendstilzeitlicher öffentlicher Gebäude südlich und östlich des Helmplatzes (Eichamt, Schule, Feuerhaus und Gymnasium), die eine Vorgängerbebauung ersetzt hat. Der Helmplatz bildet den südlichen Abschluss des Ensembles.

## Einzeldenkmäler

### Angerstraße
- Angerstraße 1 – Viergeschossiges Neurenaissance-Mietshaus, Sandsteinfassade, 1901 von Johann Hertlein.
- Angerstraße 1 a – Viergeschossiges Neurenaissance-Mietshaus, mit Erker, Sandstein, um 1900 von Georg Kißkalt.

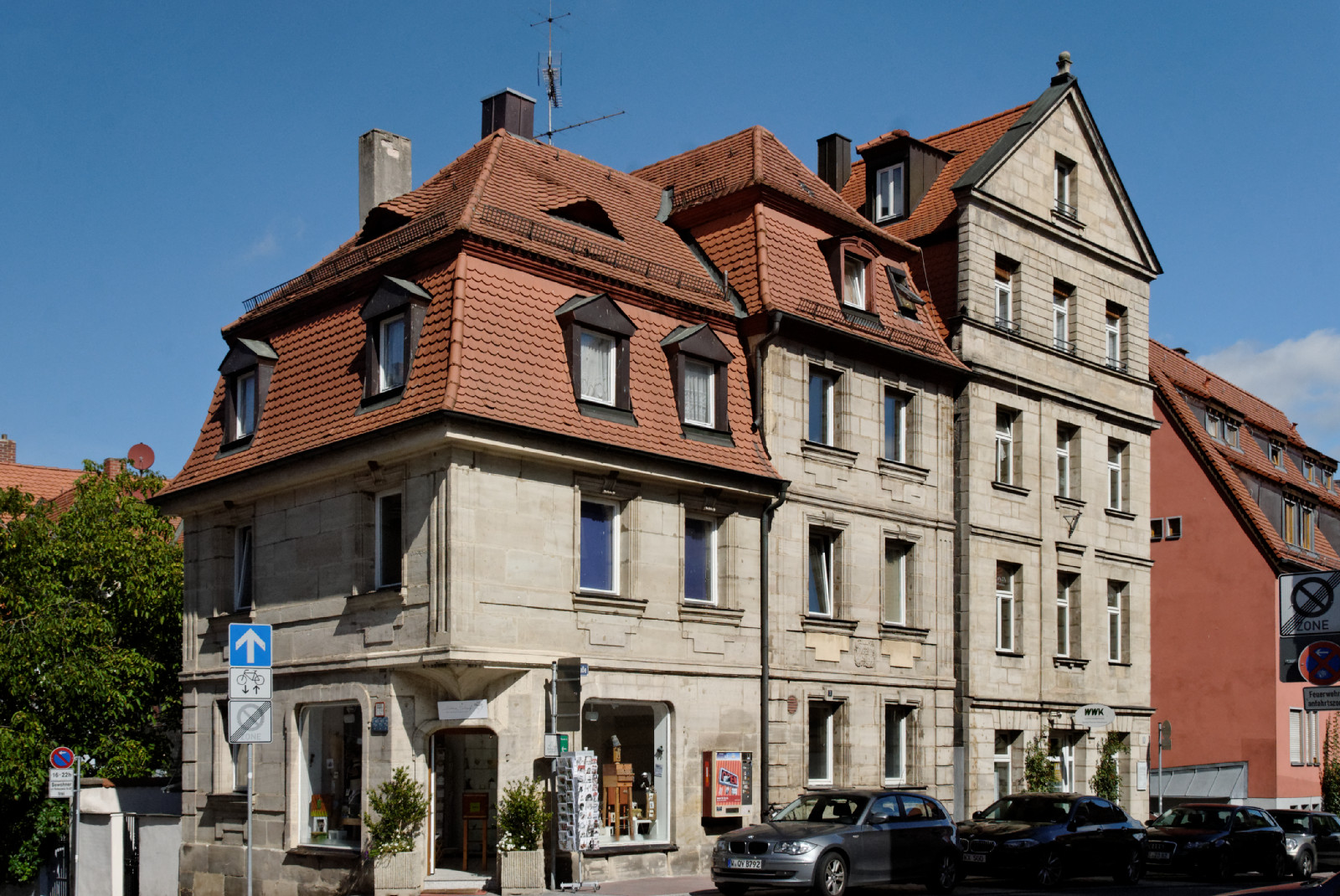
Haus Angerstraße 2, rechts anschließend Heiligenstraße 3 (Nummerierung jedoch aufgehoben, gehört nun zur Angerstraße 2) und Heiligenstraße 5.

- Angerstraße 2 – Zweigeschossiges Eckhaus am Markt, kleiner Sandsteinbau mit Mansarddach, 1889 in Anpassung an Heiligenstraße 3 (von 1783) erbaut.
- Angerstraße 3, 5, 7 – Gruppe dreigeschossiger Neurenaissance-Mietshäuser mit Mansarddächern, Sandsteinfassaden, 1887/1900; Seitenfront von Nr. 7 an der Ammonstraße im Anschluss an die dortige Bebauung in Rohbackstein.
- Angerstraße 4 – Malerischer, mehrteiliger Wohnhauskomplex mit verschieferten Obergeschossen: rechts (südlich) dreigeschossiger Mansarddachbau des mittleren 18. Jh., anschließend dreigeschossiger Trakt von Geringer Bautiefe mit Pultdach, 18. Jh., beide von der Straße zurückgesetzt; links im rechten Winkel vortretender, zweigeschossiger Satteldachbau mit Zwerchhaus, 18. Jh.
- Angerstraße 5, 7 – Mietshäuser, um 1900; siehe Nr. 3.
- Angerstraße 9 – Dreigeschossiges Neurenaissance-Mietshaus mit Mansarddach und großen Gauben, an der abgeschrägten Ecke ein Erker, Sandstein, 1901 von Georg Kißkalt.
- Angerstraße 17 – Fünfgeschossiges historisierendes Mietshaus mit abgerundeter Ecke und zwei Erkern, Erdgeschoss Sandstein, sonst Putzbau, im 4. Geschoss und an den Giebeln Stuckdekor, 1907/08 von Adam Egerer.
- Angerstraße 20 – Zweigeschossiges Wohnhaus, traufseitiger Neurenaissancebau in Sandstein, mit Erker und darauf hoher Zwerchhauslaube, 1895 von Fritz Walter.
- Angerstraße 22 – Zweigeschossiges spätklassizistische Wohnhaus, Sandstein, gestalterische Einheit mit Schießplatz 16 (vgl. dort), 1867/68, aufgestockt 1883.

### Baldstraße
- Baldstraße 1, 2, 3, 4, 5, 6 – Gruppe dreigeschossiger einheitlicher Neurenaissance-Mietshäuser mit Sandsteinfassaden und Mansarddächern, bez. 1886, 1886–89 von Georg Kißkalt, zugehörig Gustavstraße 12/14, Mühlstraße 1, 3, 5 und Untere Fischerstraße 1, 3.

### Bäumenstraße
- Bäumenstraße 1 – Dreigeschossiges verputztes Wohnhaus in Ecklage, 1739, aufgestockt 1858.
- Bäumenstraße 2 – Dreigeschossiges verputztes Wohnhaus mit Giebelzwerchhaus, um 1730.
- Bäumenstraße 3 – Schlichtes, ursprünglich zweigeschossiges Wohnhaus in Sandsteinquadern, um 1735, Aufstockung von 1851 in verputztem Fachwerk.
- Bäumenstraße 4 – Gasthaus zum Stadtwappen, dreigeschossiger traufseitiger Quaderbau, 1727.
- Bäumenstraße 5 – Dreigeschossiges traufseitiges Wohnhaus, Quaderbau mit Korbbogentür und Gurtgesims, um 1730.
- Bäumenstraße 7 – Zweigeschossiges Wohnhaus mit breitem Zwerchhaus und Volutengiebel, Sandstein, um 1740, später aufgestockt.
- Bäumenstraße 8 – Zweigeschossiges Wohnhaus mit Gaststätte, Putzbau mit Korbbogentür und Giebelzwerchhaus, um 1728.
- Bäumenstraße 9 – Dreigeschossiges verputztes Wohnhaus, breiter Traufseitbau mit korbbogiger Füllungstür, um 1735.
- Bäumenstraße 10 – Zweigeschossiges Wohnhaus mit Mansarddach, breitem Zwerchhaus und Volutengiebel, 1728.
- Bäumenstraße 11 – Zweigeschossiges Wohnhaus, Sandstein, mit verputztem Giebel-Zwerchhaus, 1738.
- Bäumenstraße 12 – Zweigeschossiges Wohnhaus mit Giebel-Zwerchhaus, Sandstein, um 1720.
- Bäumenstraße 13 – Wohnhaus mit Gaststätte „Wolfshöher Bräustüberl“, zweigeschossiger Sandsteinquaderbau mit Korbbogentür, Zwerchhaus mit Volutengiebel, 1738.
- Bäumenstraße 14 – Zweigeschossiges Wohnhaus in Ecklage, Sandstein, mit Korbbogentor und Walmdachzwerchhäusern, 1742; vgl. Schirmstraße 11.
- Bäumenstraße 15 – Zweigeschossiges Wohnhaus, Sandsteinquaderbau mit Steilgiebel-Zwerchhaus, bez. 1743.
- Bäumenstraße 17 – Zweigeschossiges Wohnhaus in Ecklage, Quaderbau mit Mansarddach, 1739.
- Bäumenstraße 19 – Zweigeschossiges Wohnhaus in Ecklage, mit Satteldach, im Kern 1723, Hauptfassade in Sandsteinquadern mit erhöhtem Mittelrisalit 1867 von Johann Michael Zink.

### Gartenstraße
- Gartenstraße 3 – Dreigeschossiges Wohnhaus, traufseitiger Quaderbau mit Gurtgesimsen, 1834/35 von Johann Michael Zink.
- Gartenstraße 4 – Dreigeschossiges Wohnhaus, traufseitiger Quaderbau mit Aufzugerker, bez. 1733.
- Gartenstraße 6, 8, 10 – Gruppe von traufseitigen Wohnhäusern mit verschieferten Obergeschossen und Zwerchhäusern, Nr. 6, 8 zwei-, Nr. 10 dreigeschossig, frühes 18. Jh.; mit Nebengebäude im Hof, Fachwerkhaus.
- Gartenstraße 7 – Dreigeschossiges Wohnhaus, traufseitiger Quaderbau mit Gurtgesimsen, klassizistisch, 1837.
- Gartenstraße 8 – Siehe Nr. 6.
- Gartenstraße 9 – Dreigeschossiges klassizistisches Wohnhaus, palastartiger Sandsteinquaderbau mit Gurtgesimsen und Portalbalkon, 1839 von Friedrich Schmidt und Meyer.
- Gartenstraße 10 – Siehe Nr. 6.
- Gartenstraße 11 – Ehem. Grüner-Bräu, am Westende Sudhaus in historisierenden Formen mit Reliefdekor, bez. 1928; westlich anschließend mit Figurengruppe bekrönte Torpfeiler (vgl. Gartenstraße 13 und 16/18).
- Gartenstraße 12 – Dreigeschossiges Wohnhaus, traufseitiger Quaderbau, 18. Jh.; Rückgebäude, Fachwerkhaus, 18. Jh.
- Gartenstraße 13 – Ehem. Wohnhaus, dreigeschossiger Quaderbau, 1845 von Andreas Korn, mit neuerem Dachgeschoss; zu Gartenstraße 11 gehörig.
- Gartenstraße 15 – Dreigeschossige Wohnhaus, spätklassizistischer Quaderbau mit Flachgiebel am erhöhten Mittelrisalit und Stichbogenfenstern, 1868.
- Gartenstraße 16/18 – Ehem. Brauerei- und Wohngebäude, langgestreckter, zweigeschossiger Sandsteinbau, spätklassizistisch mit Lisenengliederung, 1879/80 von Paulus Müller.
- Gartenstraße 17 – Gasthaus zum weißen Rößl, dreigeschossiges Eckhaus, Quaderbau mit Walmdach, 1817 von Friedrich Kopp.
- Gartenstraße 18 – Siehe Nr. 16.

### Gustavstraße
- Gustavstraße 1 – Wohnhaus mit Gastwirtschaft, zweigeschossiges verputztes Giebelhaus, um 1700.
- Gustavstraße 3 – Zweigeschossiges Wohnhaus, verputzter Giebelbau mit seitlich vorkragendem Obergeschoss, 17./18. Jh.; mit dreigeschossigem verputztem Satteldachhaus als Rückgebäude.
- Gustavstraße 4 – Klassizistisches, dreigeschossiges Wohnhaus, traufseitiger Sandsteinbau mit Gurtgesimsen und Konsolgesims, 1838 von Johann Michael Zink, mit spätklassizistischem Dekor.
- Gustavstraße 6 – Neurenaissance-Zwerchhaus mit allegorischer Bronzestatuette, 1891.
- Gustavstraße 7 – Gaststätte Gockerla, Satteldachhaus mit Fachwerkobergeschoss, 17./18. Jh., im späten 19. Jh. überformt.
- Gustavstraße 9 – Zweigeschossiges Wohnhaus in Ecklage, Sandstein, frühes 18. Jh., Mansarddach und zwei Neurenaissance-Zwerchgiebel mit Voluten 1900/01.
- Gustavstraße 10 – Dreiseitig freistehendes Walmdachhaus in Straßengabelung, schmaler Walmdachbau, Untergeschosse in Quadern 1798 (oder schon 1728?), 1806 nach NW erweitert, später in verputztem Fachwerk aufgestockt.
- Gustavstraße 11 – Dreigeschossiges Wohnhaus, Quaderbau mit Walmdach, Zwerchhaus mit Volutengiebel, 1. Hälfte 18. Jh.
- Gustavstraße 12, 14 – Symmetrische, sehr reich gegliederte Neurenaissance-Mietshausgruppe (mit Baldstraße 1–5), Sandstein, dreigeschossig, mit Zwerchgiebeln und Mansarddach, Nr. 12 mit Erker bez. 1888, von Georg Kißkalt.
- Gustavstraße 13 – Dreigeschossiges Wohnhaus, Fachwerkbau mit verputztem Erdgeschoss, Mansardsatteldach und zweigeschossigen hölzernen Hofgalerien, 18. Jh.
- Gustavstraße 14 – Siehe Nr. 12.
- Gustavstraße 15 – Gasthaus Würzburger Fischhäusla, traufseitiges Satteldachhaus, Erdgeschoss und seitliche Giebelfront Sandstein, Obergeschoss und Zwerchhaus in Fachwerk, um 1700; mit dreigeschossigem Rückgebäude, 18. Jh.
- Gustavstraße 16/18 – Dreigeschossiges Wohnhaus, langgestreckter Eckbau in Sandsteinquadern mit rustiziertem Erdgeschoss, 1. Hälfte 18. Jh., beiderseits des Zwerchhauses 1862 um verputztes bzw. verschiefertes drittes Geschoss aufgestockt.
- Gustavstraße 17 – Wohnhaus in Hoflage, Traufseitbau mit zwei vorkragenden, verschieferten Fachwerkobergeschossen, 18. Jh.
- Gustavstraße 18 – Siehe Gustavstraße 16.
- Gustavstraße 23 – Zweigeschossiges hakenförmiges Wohnhaus in Hoflage, Quaderbau, z. T. Fachwerk verschiefert, mit Satteldach, 18. Jh.
- Gustavstraße 24 – Kleines Wohnhaus in Hoflage mit Fachwerkobergeschoss, Satteldach und Aufzugserker, 1. Hälfte 18. Jh.
- Gustavstraße 27 – Zweigeschossiges Wohnhaus, Sandstein, Giebel in Fachwerk, Obergeschoss seitlich verschiefert, 18. Jh.
- Gustavstraße 28 – Dreigeschossiges Wohnhaus in Ecklage, reich gegliederter spätbarocker Quaderbau mit Mansarddach, mittleres 18. Jh.
- Gustavstraße 29 – Zweigeschossiges Wohnhaus, Quaderbau mit Gurtgesimsen und hohem Schweifgiebel mit eckigen Voluten, Anfang 19. Jh.
- Gustavstraße 30 – Dreigeschossiges Wohnhaus mit verputzter gequaderter Giebelfront, drei um 1827 von Johann Korn (im Kern vielleicht älter), im Erdgeschoss neugotische Spitzbogenöffnungen.
- Gustavstraße 32 – Zweigeschossiges Wohnhaus in Ecklage, Quaderbau mit Volutengiebel, 1693.
- Gustavstraße 33 – Zweigeschossiges Wohnhaus, Erdgeschoss Quader, Obergeschoss verputztes Fachwerk bzw. (Seitengiebel) verschiefert, mit Aufzugserker, 18. Jh.
- Gustavstraße 34 – Gasthof Grüner Baum, zweigeschossiges Eckhaus, Quaderbau mit eckigen, vasenbesetzten Giebelvoluten, um 1800, Erdgeschoss wohl 17. Jh.; neuklassizistischer Ausleger und Gedenktafel für König Gustav Adolf von Schweden.
- Gustavstraße 35 – Dreigeschossiges klassizistisches Wohnhaus, Sandstein, mit rustiziertem Erdgeschoss und Portalverdachung, 1836 von Friedrich Schmidt.
- Gustavstraße 36 – Zweigeschossiges verputztes Wohnhaus (jetzt Gasthaus Pfeifendurla) mit Konsolgesims und Zwerchhaus, im Kern späteres 18. Jh., umgebaut 1868, mit neuklassizistischen Stuckdekor des frühen 20. Jh.
- Gustavstraße 37 – Kleines zweigeschossiges Wohnhaus, verputzt, 18. Jh., Volutengiebel 1890.
- Gustavstraße 38 – Schmales, dreigeschossiges Neurenaissance-Mietshaus, Sandstein und Putz, mit Mansarddach, 1889 von Fritz Walter umgebaut und aufgestockt.
- Gustavstraße 39 – Ehem. Gasthaus zur Sonnenblume, dreigeschossiges Giebelhaus in Sandstein, mit Sohlgesimsen und Volutengiebel, bez. 1762.
- Gustavstraße 40 – Zweigeschossiges Wohnhaus (jetzt mit Gaststätte), Traufhaus mit Fachwerkobergeschoss und steilem Satteldach, Mitte 17. Jh.; Neurenaissance-Gauben 1876.
- Gustavstraße (zwischen 40 u. 42) – Torpfeiler, siehe Pfarrhof 1.
- Gustavstraße 42 – Gasthaus zur Krone, dreigeschossiger Quaderbau, Mansarddach, rechte Seitenfront verputzt, mittleres 18. Jh., Gauben 19. Jh.
- Gustavstraße 43 – Viergeschossiges Wohnhaus, Erd- und 1. Obergeschoss Quaderbau, darüber doppelte Aufstockung in verschiefertem Fachwerk, 17./18. Jh.
- Gustavstraße 44 – Zweigeschossiges Wohnhaus, traufseitiger Quaderbau, 1708; Rückgebäude im Hof (hinter Nr. 46), zweigeschossig, mit aufgedoppelter Rautentür, Oberlichtgitter bez. 1762.
- Gustavstraße 46 – Zweigeschossiges Wohnhaus, traufseitiger Quaderbau, am linken Ende einfenstrige Fachwerkaufstockung, 1. Hälfte 18. Jh., Dachgauben spätes 19. Jh.
- Gustavstraße 47 – Ehem. Wirtschaft zum Ofenloch, zweigeschossiges verputztes Satteldachhaus in Hoflage, 17./18. Jh., mit zwei neueren Zwerchhäusern.
- Gustavstraße 48/50 – Dreigeschossiges Wohnhaus, stattlicher Satteldachbau am Zugang zum Kirchenplatz mit verschieferter Giebelfront und seitlichem Walmdach-Zwerchhaus, 2. Hälfte 17. Jh/um 1700.; östlich anschließend schmaler traufseitiger Anbau mit Mansarddach, Mitte 18. Jh.
- Gustavstraße 49 – Malerisches Wohnhaus mit ehem. Schmiede in Hoflage, z. T. Sandstein, großenteils Fachwerk verputzt, 2. Obergeschoss verschiefert, 18. Jh., südlich holzverschalter Anbau mit Treppe 19. Jh.
- Gustavstraße 50 – Siehe 48.
- Gustavstraße 51/53 – Wohnhaus, traufseitiger Putzbau (darunter wohl Fachwerk) mit Zwerchgiebel, 18. Jh.; rückseitig anschließendes Wohnhaus (Nr. 53), zweigeschossiger Putzbau mit zwei Walmdach-Zwerchhäusern, 18. Jh.
- Gustavstraße 52 – Schmales dreigeschossiges Satteldachhaus, im Kern Fachwerkbau 2. Hälfte 17. Jh., Obergeschosse und Giebel 2. Hälfte 19. Jh. verschiefert.
- Gustavstraße 53 – siehe 51.
- Gustavstraße 54 – Viergeschossiges Wohnhaus, verputztes Eckhaus am Zugang zum Kirchenplatz, im Kern wohl 18. Jh., mit reicher barockisierender Stuckdekoration von ca. 1900 und Balkonerker an der Ecke.
- Gustavstraße 55 – Zweigeschossiges Wohnhaus, dreiseitig freistehender, verputzter Traufseitbau mit Giebel-Zwerchhaus, wohl 3. Viertel 18. Jh.
- Gustavstraße 56 – Zweigeschossiges Wohnhaus, Quaderfront mit verschiefertem Fachwerkgiebel, 17./18. Jh.; rechts anschließend zweigeschossiger Traufseitbau, Sandstein, mit Mansarddach und verschiefertem Walmdach-Zwerchhaus, Mitte oder 2. Hälfte 18. Jh.; Neurenaissance-Ladenfronten in Gusseisen und Haustür Ende 19. Jh.; Rückgebäude mit Fachwerkfront zum Kirchenplatz, 17./18. Jh.
- Gustavstraße 58 – Ehem. Gasthaus zum Blauen Schlüssel, dreigeschossiger Fachwerkbau von 1737, frühklassizistische Sandsteinfassade mit eckigen Voluten am Schweifgiebel um 1800; als nördlicher Abschluss des Marktplatzes.
- Gustavstraße 61 – Gaststätte zum Alten Rentamt (zur Namensgebung vgl. Nr. 65), zweigeschossiger Quaderbau mit verputztem Fachwerkgiebel und seitlichem Fachwerk-Zwerchhaus, bez. 1724. Über seitl. Eingang Brauereizeichen (Brauerstern), Datum 1724 u. Initialen GB (Gabriel Beyl, Bierbrauer, Besitzer seit 1723). Gründungsstätte der Spielvereinigung (SpVgg) Fürth (am 23. September 1903).
- Gustavstraße 65 – Ehem. bambergisch-dompropsteiliches Amtshaus (1682–1792), von 1806 bis 1900 Sitz des Kgl. Rentamtes, seitdem Privatbesitz, dreigeschossiger langgestreckter verputzter Massivbau mit Giebel zum Marktplatz, an der Längsseite zwei Zwerchhäuser und aufgedoppelte Korbbogentür mit Oberlichtgitter, geohrte Fensterrahmungen in Sandstein, 1681/82.[Anm. 1]

### Heiligenstraße
- Heiligenstraße 5 – Dreigeschossiges klassizistisches Wohnhaus in Ecklage am Vorplatz von Nr. 7, dreiflügeliger Sandsteinbau mit Mansarddach, straßenseitig viertes Geschoss mit Dreiecksgiebel vorgeblendet, Anfang 19. Jh.
- Heiligenstraße 6 – Drei-, rückseitig zweigeschossiges Wohnhaus, kubischer Sandsteinbau mit Walmdach und Zwerchhäusern, um 1710/20; beiderseits Stützmauern des Hangs, Quadermauerwerk, gegen Nr. 8 17./18. Jh., auf der anderen Seite (unterhalb Kirchenplatz 2) niedriger 1836, von Treppenaufgang unterbrochen.
- Heiligenstraße 7 – Gaststätte zur Mist’n, hinter Vorhof gelegenes zweigeschossiges verputztes Satteldachhaus mit Zwerchhaus, bez. 1767; links Scheune, Sandstein und Fachwerk, bez. 1751, mit Wappenrelief.
- Heiligenstraße 10 – Zweigeschossiges verputztes Wohnhaus, langer Traufseitbau, wohl um 1706.
- Heiligenstraße 11 – Zweigeschossiges giebelständiges Wohnhaus mit Satteldach, Obergeschoss verputzt, westliche Hofseite verschiefert mit Zwerchhaus, bez. 1769; links kleiner zweigeschossiger Traufseit-Anbau, Sandstein, 1864.
- Heiligenstraße 13 – Dreigeschossiges Mietshaus, schmale spätklassizistische Sandsteinfassade, 1880 von Wilhelm Horneber und Conrad Gieß.
- Heiligenstraße 17 – Dreigeschossiges traufseitiges Wohnhaus mit Walmdach, Obergeschosse Fachwerk verputzt, Mitte 18. Jh. (straßenseitig alt aufgestockt).
- Heiligenstraße 19 – Dreigeschossiges Wohnhaus mit Walmdach, Obergeschosse verschiefert, aufgedoppelte Tür, Mitte 18. Jh.
- Heiligenstraße 25 – Schmales dreigeschossiges Wohnhaus, traufseitiger Fachwerkbau, 1. Hälfte 18. Jh.

### Helmplatz
- Helmplatz 1 – Dreiseitig freistehendes, dreigeschossiges Wohnhaus in romantisch-klassizistischen Formen, mit Walmdach, 1851 von Friedrich Schmidt.
- Helmplatz 2 – Teil von Königstraße 103 (siehe dort).
- Helmplatz 3 – Kleines traufseitiges Wohnhaus, Erdgeschoss in Quadern, Obergeschoss und Zwerchhaus in Fachwerk, Ende 17. oder 1. Hälfte 18. Jh.(an die Rückseite von Helmplatz 1 anschließend).
- Helmplatz 4 – Schule, dreigeschossiger Sandsteinbau in klassizistischen Neurenaissanceformen, bez. 1881, von Simon Vogel.
- Helmplatz 6 – Städtisches Gebäude (ehem. Eichamt, Turnhalle), dreigeschossiger, reich gegliederter Sandsteinbau mit Reliefdekor, bez. 1907, von Otto Holzer.
- Helmplatz 9 – Schmales, zweigeschossiges Wohnhaus, Sandstein, profilierte Fenstergewände, Voluten am Giebelansatz, Ende 17./18. Jh.

### Helmstraße
- Helmstraße 1 – Dreigeschossiges giebelständiges Wohnhaus, Sandstein, 18./19. Jh.
- Helmstraße 2 – Gasthaus zum Öchsla (zum Weißen Ochsen), Eckhaus am Königsplatz mit Giebel zur Helmstraße, Sandstein, mit profilierten Sohlbänken, 18. Jh., das längsseitig verputzte 2. Obergeschoss 1852.
- Helmstraße 3 – Dreigeschossiges Wohnhaus mit Gasthof zum Goldenen Frosch, giebelständig, Obergeschosse Fachwerk verschiefert, Ende 17./18. Jh.
- Helmstraße 4 – Zweigeschossiges traufseitiges Wohnhaus mit großem Aufzugs-Dacherker, Obergeschoss Fachwerk verputzt, Ende 17./18. Jh.
- Helmstraße 5 – Gasthaus zum Silberfischla, verputztes dreigeschossiges Giebelhaus, samt Fachwerk-Rückgebäude, Ende 17./18. Jh.
- Helmstraße 6 – Dreigeschossiges spätklassizistisches Wohnhaus, traufseitiger Sandsteinbau mit verschiefertem Zwerchhaus, 1857.
- Helmstraße 8 – Zweigeschossiges verputztes Wohnhaus mit Satteldach, in Ecklage, mit Zwerchhaus an der Traufseite, Ende 17./18. Jh.
- Helmstraße 9 – Zweigeschossiges Wohnhaus, flächig gegliederter Quaderbau, mit steilem Walmdach und Zwerchhaus, 18. Jh.; Geburtshaus des Anatomen Jakob Henle (1809–1885); Gedenktafel.
- Helmstraße 10 – Gaststätte Tannenbaum, dreiseitig freistehendes, dreigeschossiges Fachwerkhaus mit Walmdach und Zwerchhäusern, um 1700, Erdgeschoss Sandstein bez. 1803.
- Helmstraße 11 – Dreigeschossiges giebelständiges Wohnhaus, Sandstein, mit Aufzugsdächlein, Ende 17. Jh., wohl 2. Hälfte 18. Jh. um traufseitigen Anbau mit Korbbogentor erweitert.

### Kirchenplatz

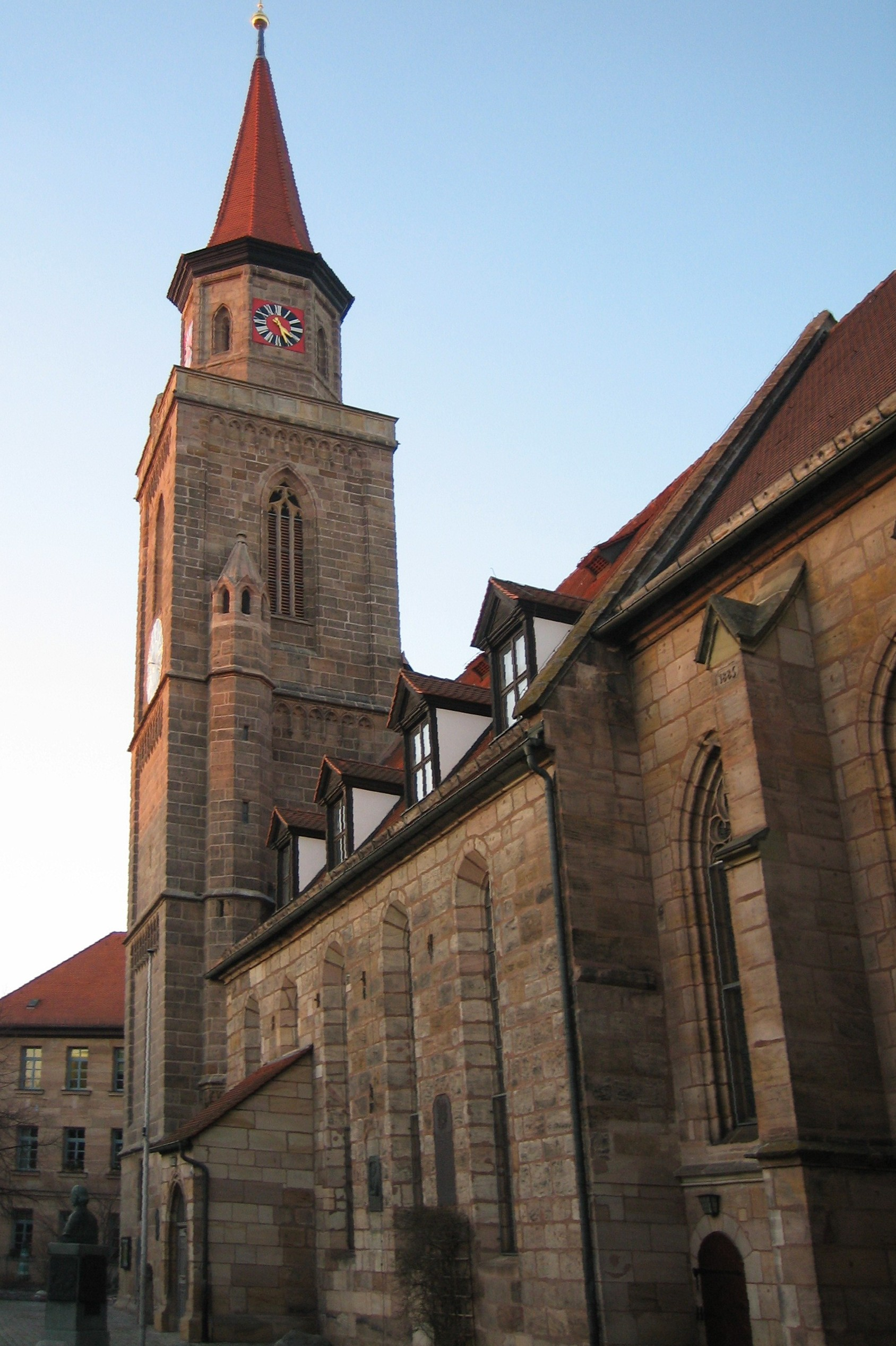
Stadtpfarrkirche St. Michael, Kirchenplatz 4.

- Kirchenplatz – Wilhelm-Löhe-Denkmal (1822) von Johannes Götz.
- Kirchenplatz 2 – Knabenschule, dreigeschossiger klassizistischer Walmdachbau mit Mittelrisalit, 1823/24 von Johann Friedrich Kopp und Johann Brüger.
- Kirchenplatz 3 – Dreigeschossiges spätklassizistisches Wohnhaus, Sandsteinbau mit Gurtgesimsen, Konsolgesims und Walmdach, 1842 von Georg Cappeller.
- Kirchenplatz 4 – Evang.-Luth. Stadtpfarrkirche St. Michael, spätgotischer Bau mit romanischem Kern, Westturm um 1400, Chor Ende 15. Jh., Langhaus im 17. Jh. mit Emporen versehen, Fenster vergrößert, weitere Veränderungen und Umbauten im 19. Jh., Ausstattung u. a. ein Sakramentshaus um 1507 aus dem Umfeld von Adam Kraft. Ursprüngliche reiche Innenausstattung ging im Rahmen einer „Purifizierung“ im 19. Jh. verloren, u. a. wurde der mittelalterliche Altar entfernt und befindet sich heute in der Pfarrkirche St. Salvator (Nördlingen).
- Kirchenplatz 5 – Mädchenschule, dreigeschossige Neurenaissance-Sandsteinfassade mit betonter Eingangsachse, sonst Rohbackstein, 1889.
- Kirchenplatz 6 – Kleiner zweigeschossiger Quaderbau (evang. Kindergarten), Walmdach, 1838 von Caspar Gran (mit modernen Anbauten).

### Königstraße

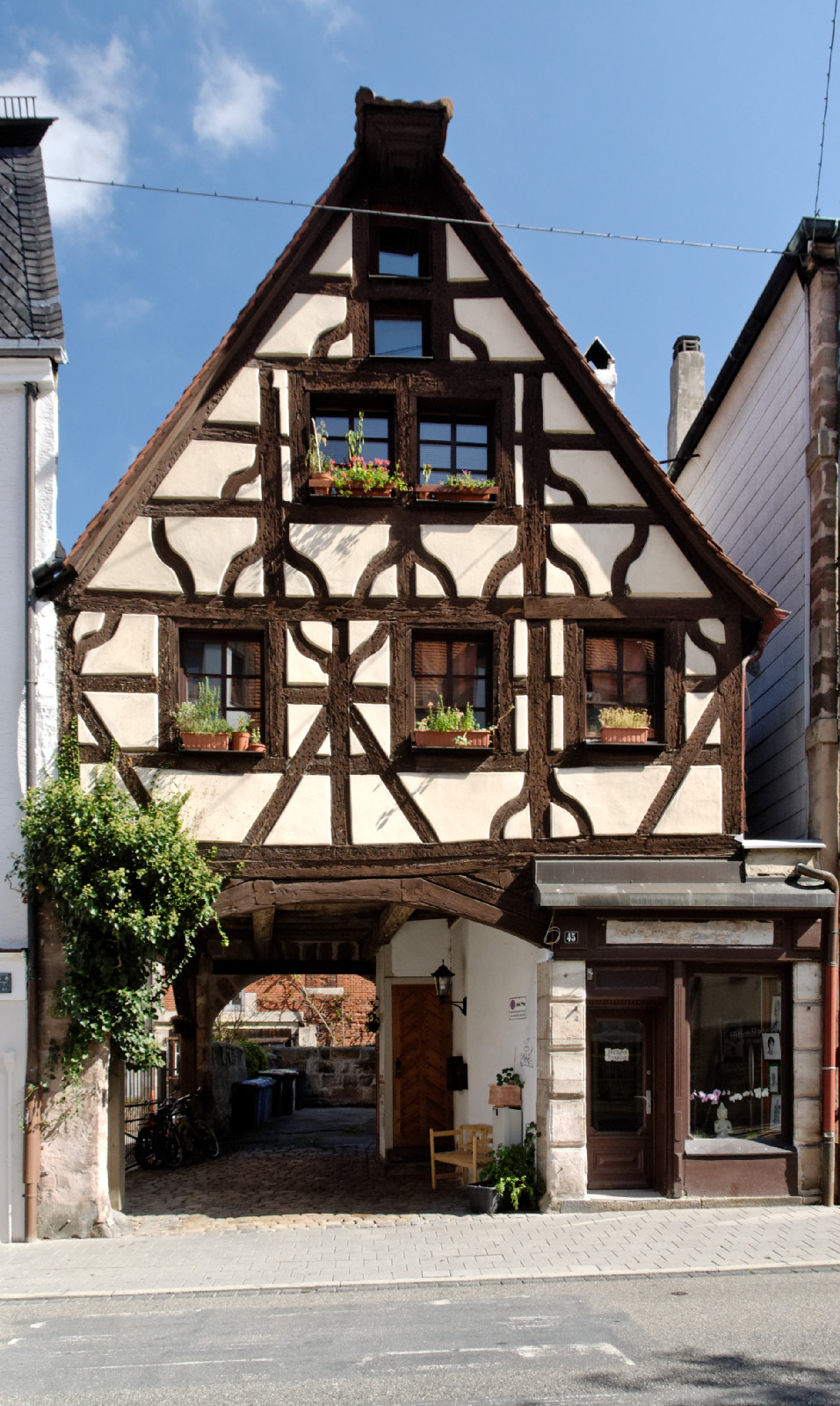
Königstraße 45 mit Durchfahrt zum Hof des Goldenen Schwans (Marktplatz 2).

- Königstraße 39 – Zweigeschossiges traufseitiges Wohnhaus, Obergeschoss verschiefertes Fachwerk, frühes 18. Jh.
- Königstraße 40 – Dreigeschossiges Wohnhaus mit Sandstein Giebelfassade und Mansardsatteldach, Quaderbau, 2. Hälfte 18. Jh.; dreigeschossiges Rückgebäude vom gleichen Typus.
- Königstraße 41 – Dreigeschossiges Wohnhaus, Obergeschosse und Walmdach-Zwerchhaus in verputztem Fachwerk, 18. Jh.
- Königstraße 45 – Zweigeschossiges giebelständiges Wohnhaus, mit breiter Durchfahrt und Fachwerkfront, Mitte 18. Jh.

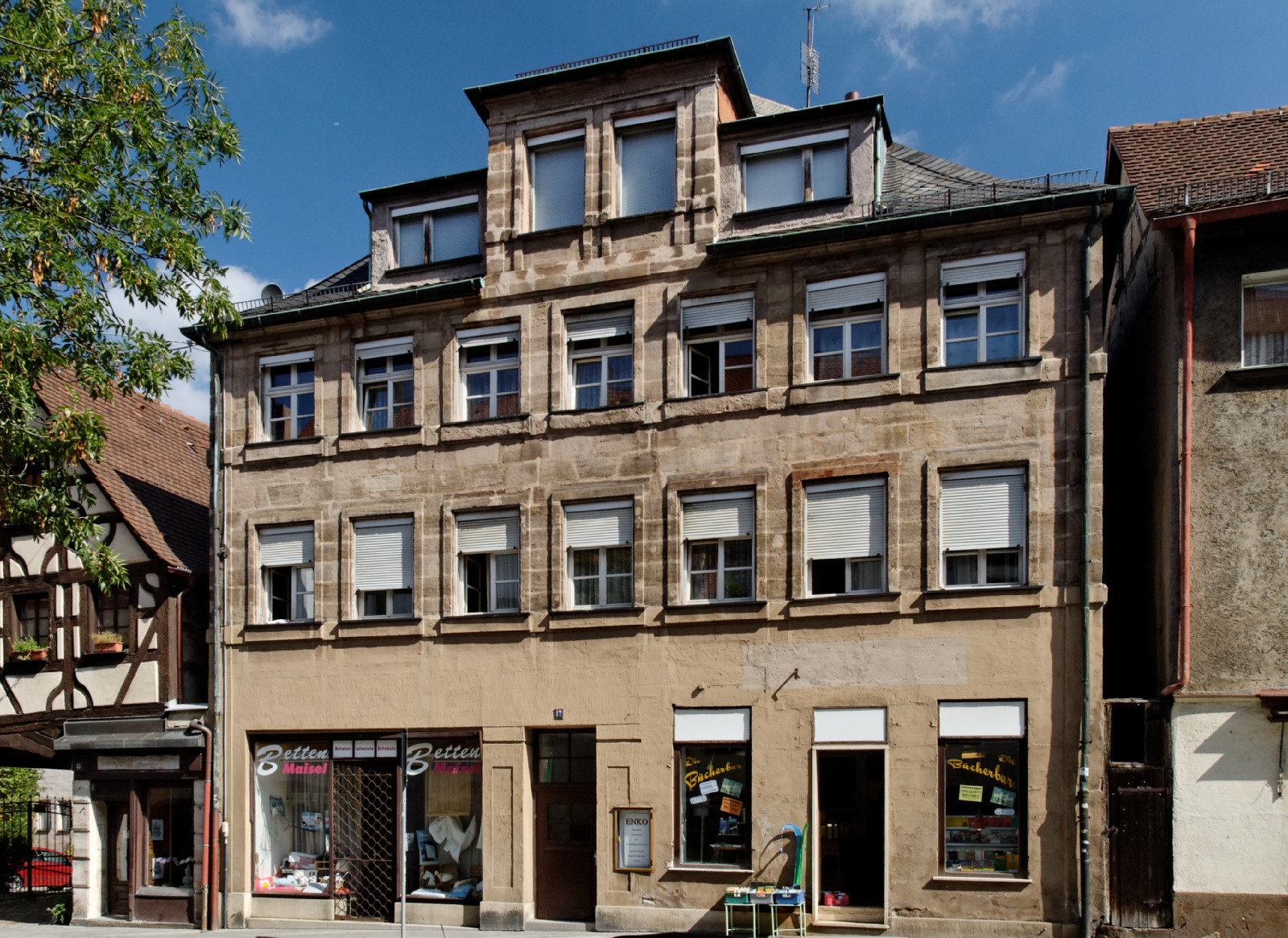
Königstraße 47, Anfang des 18. Jahrhunderts eines der vornehmsten Häuser vor Ort.

- Königstraße 47 – Ehem. von Engelschall’sches Haus, dreigeschossiger Quaderbau mit Walmdach und Zwerchhaus, Gliederung durch Ecklisenen, Gurtgesimse und Fensterrahmungen, um 1700; zugehörig Rückgebäude, dreigeschossig mit weit vorkragenden Obergeschossen, massiv und Fachwerk, wohl 18. Jh. (westliches Nebengebäude dendrochronologisch auf 1701 datiert).
- Königstraße 49 – Dreigeschossiges Wohnhaus in Ecklage mit Zwerchgiebeln, Fachwerk verputzt, um 1700.; Rückgebäude, hoher, viergeschossiger, verputzter Walmdachbau, 18. Jh.; westlich weiterer viergeschossiger Trakt, 18. Jh.
- Königstraße 51 – Dreigeschossiges Wohnhaus, Eckbau mit verschieferten Obergeschossen und Walmdach, rückseitig zweigeschossiger Flügel mit Gaube, 18. Jh.
- Königstraße 53 – Dreigeschossiges Wohnhaus in Hoflage, Fachwerk verschiefert mit vorkragendem Obergeschoss, 18. Jh.
- Königstraße 55, 57, 59 – Gruppe von drei dreigeschossigen Traufhäusern mit Zwerchgiebel, Quaderbauten, z. T. verputzt und verschiefert, 18. Jh.; zu Nr. 57 verschiefertes Rückgebäude, wohl 18. Jh.
- Königstraße 61 – klassizistisches dreigeschossiges Wohnhaus, verputzt, mit Sohlbänken, 1808.
- Königstraße 63 – Dreigeschossiges Wohnhaus, Putzbau mit Zwerchhaus, Rückseite in Sandstein mit Zwerchhaus. im Kern 18. Jh., umgebaut und aufgestockt 1849 von Konrad Jordan, stark erneuert.
- Königstraße 65 – Zweigeschossiges Wohnhaus, verputztes Traufhaus mit vierfenstrigem, übergiebelten Zwerchhaus, rückseitig Fachwerkgiebel, Tordurchfahrt, etwa 1720.
- Königstraße 67 – Dreigeschossiges, giebelständiges Wohnhaus, Putzbau von ca. 1708, Ladeneinbau mit Ecksäule 1909 von Georg Böhner.

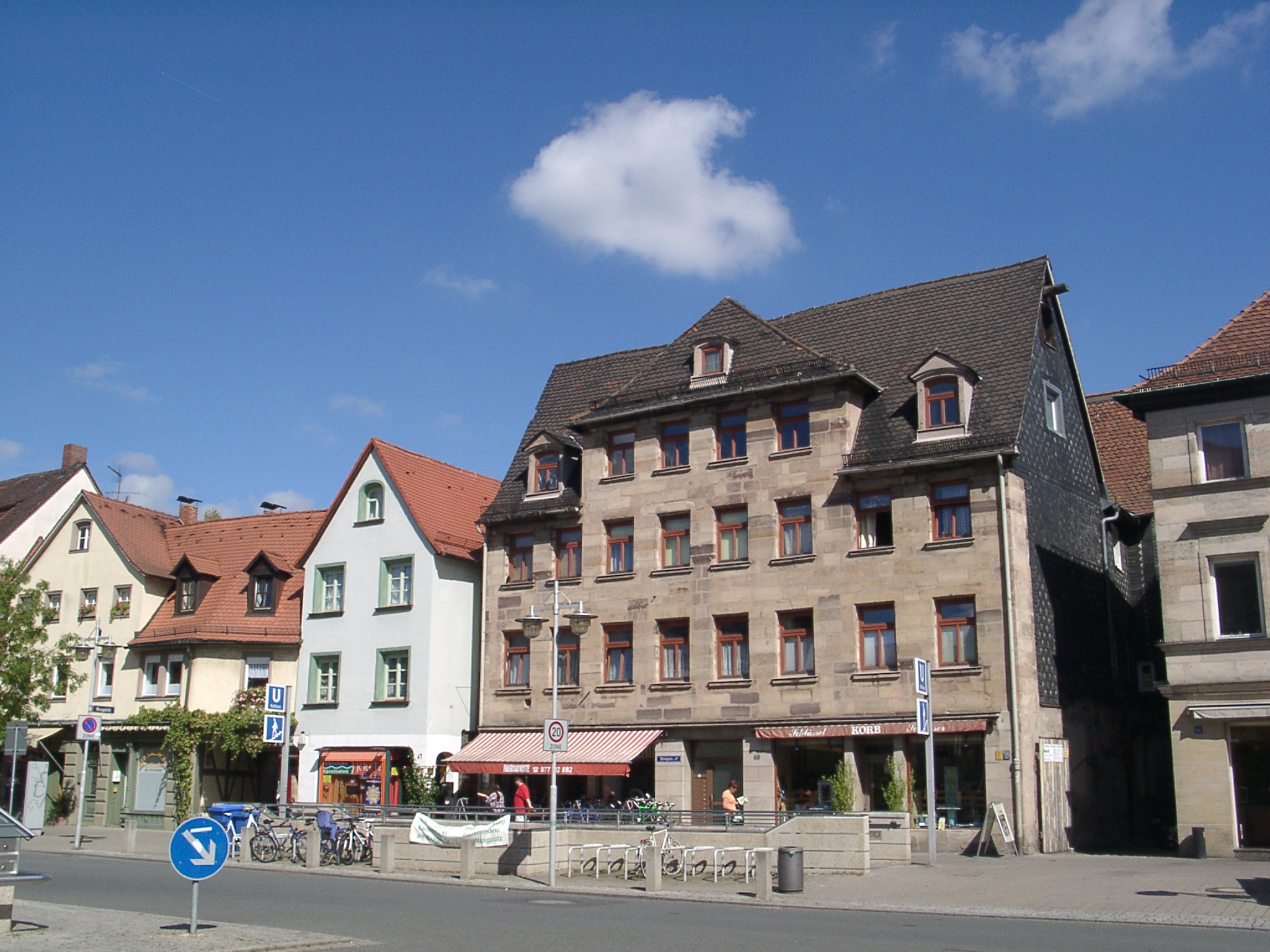
Königstraße 65 bis 69 (ungerade Nummern).

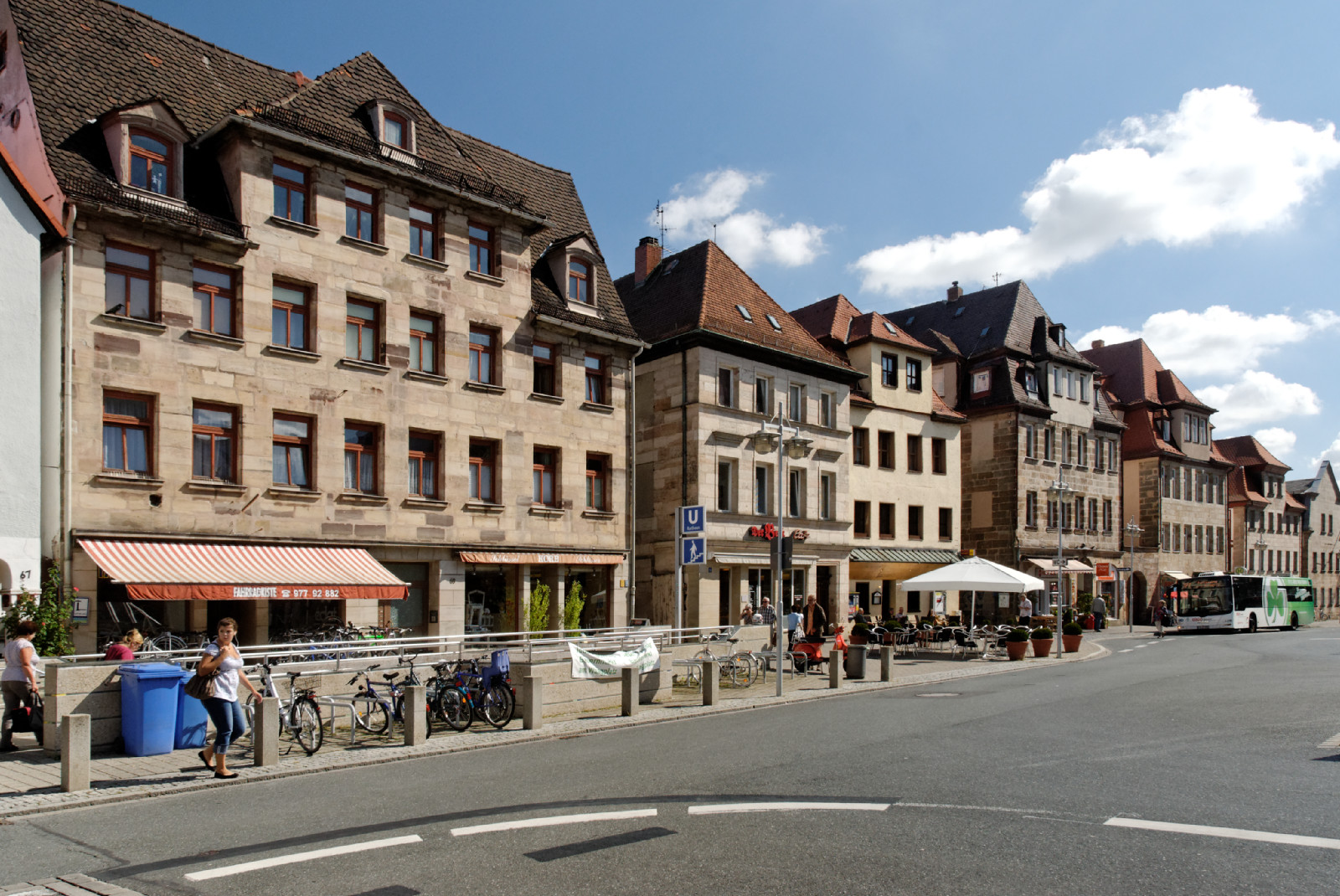
Königstraße 69 bis 81 (ungerade Nummern).

- Königstraße 69 – Stattliches dreigeschossiges Wohnhaus, traufseitiger Quaderbau mit vierfenstrigem Walmdach-Zwerchhaus, um 1800 (im Kern wohl 18. Jh.); Hofhaus mit Lauben, 18. Jh.

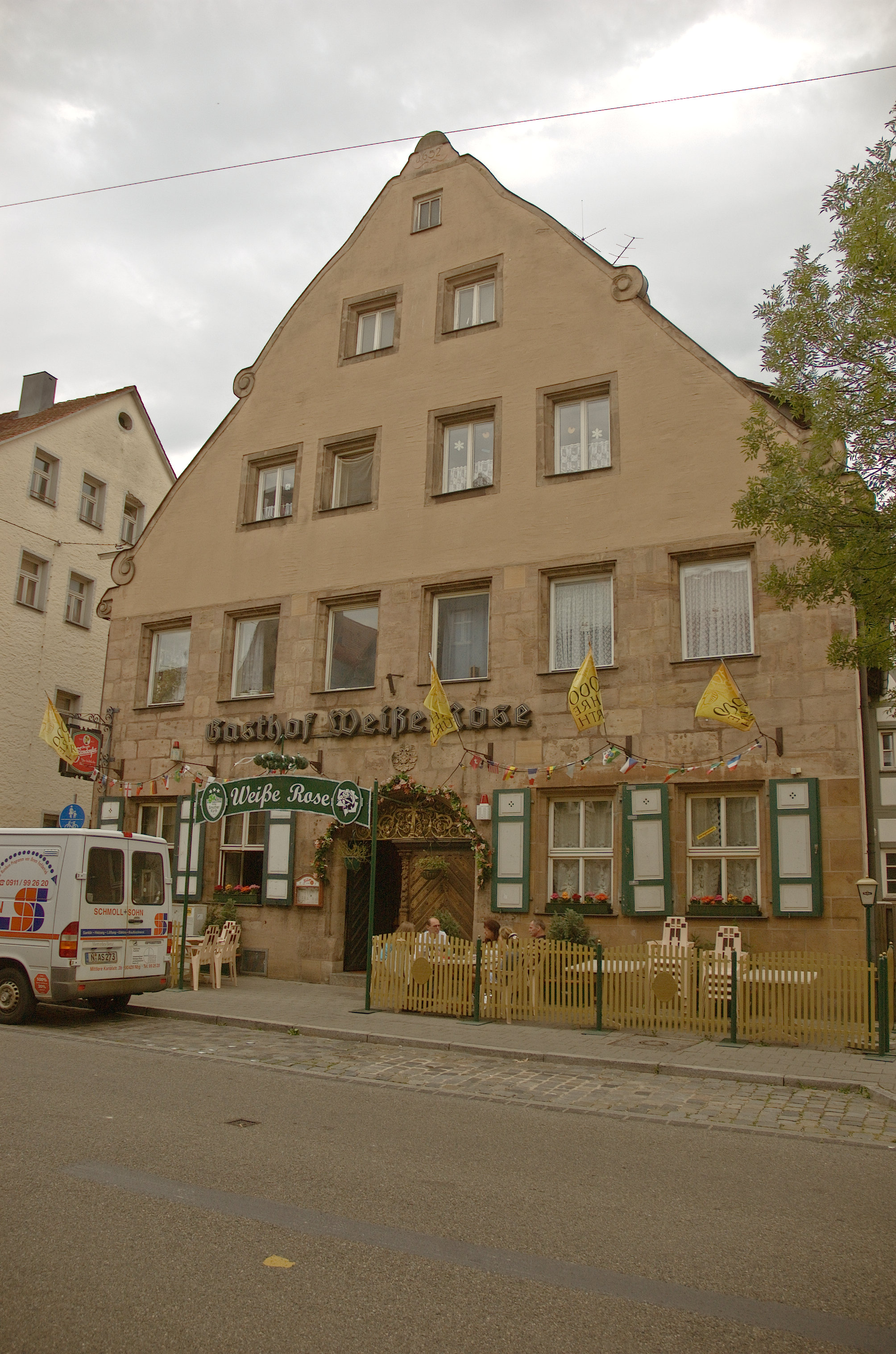
Der Gasthof Weiße Rose in der Königstraße 70.

- Königstraße 70 – Gasthof Weiße Rose, stattliches zweigeschossiges Eckhaus, Sandsteinquaderbau mit verputzten Volutengiebeln zur Straße und am seitlichen Zwerchhaus, bez. 1652; mit ehem., noch begehbarer Mikwe (ehem. Rückgebäude vgl. Mohrenstraße 6).
- Königstraße 71 – Dreigeschossiges klassizistisches Wohnhaus, Sandsteinbau mit Walmdach, 1830 von Friedrich Müller.
- Königstraße 72 – Dreigeschossiges Wohnhaus, Eckbau, verputzt, mit Stuckrosetten, im Kern 18. Jh., umgebaut 1837, aufgestockt 1862.
- Königstraße 73 – Dreigeschossiges Wohnhaus in Ecklage, verputzter Massivbau mit steilem Mansarddach und Walmdach-Zwerchhäusern, 2. Hälfte 18. Jh., Holzgalerie um 1800.
- Königstraße 74 – Dreigeschossiges Wohn- und Geschäftshaus, ehem. Sternapotheke, spätklassizistischer Sandsteinbau mit Gurtgesimsen und Konsolgesims, 1843 von Georg Cappeller.
- Königstraße 75 – Dreigeschossiges Wohnhaus in Ecklage, Sandsteinbau mit steilem Mansarddach und Walmdachzwerchhäusern, 1. Hälfte 18. Jh.; vgl. Nr. 77.
- Königstraße 76 – Ehem. Armen- und Waisenschule, zweigeschossiger, dreiseitig freistehender Sandsteinbau mit flachem Walmdach, 1767, 1861 verändert.
- Königstraße 77 – Dreigeschossiges Wohnhaus, Sandsteinbau mit Mansarddach und Walmdach-Zwerchhäuser, Seitenfronten verputzt, 2. Viertel 18. Jh.; mit dem ähnlichen Haus Nr. 75 durch Stichbogentor verbunden; samt Rückgebäude zur Schindelgasse.
- Königstraße 78 – Dreigeschossiges verputztes Wohnhaus, Eckgebäude mit Walmdach und zwei Walmdach-Zwerchhäusern, 1748.
- Königstraße 79 – Dreigeschossiges Wohnhaus mit Walmdach, klassizistische Sandsteinfront mit Walmdach-Zwerchhaus, 1815 von Friedrich Kopp (im Kern älter).
- Königstraße 80 – Zweigeschossiges Wohnhaus, ehem. Gaststätte zum Schwarzen Rappen, Sandsteinbau mit Ecklisenen, Mansardsatteldach und Volutengiebel, 1739.
- Königstraße 81 – Gasthof Schwarzes Kreuz, zweigeschossiger Eckhaus am Königsplatz, Sandsteinbau von 1768, umgebaut und zur Königstraße hin erweitert 1815 von Friedrich Kopp, Giebel, Mansardsatteldach und zweigeschossiger Anbau im Winkel zum Saalbau (siehe Kreuzstraße 1) 1890 von Adam Egerer.
- Königstraße 82 – Viergeschossiges Wohnhaus mit in Neurenaissanceformen eingerichteter Apotheke, reich gegliederter Neurenaissance-Sandsteinbau mit Mittelerker und Zwerchgiebel, bez. 1901, von Adam Egerer; Gedenktafel für Otto Mayer.
- Königstraße 85 – Ehem. Gasthaus Drei Könige, dreigeschossiges Eckhaus am Königsplatz, verputzt, Mitte 18. Jh., 1827 umgebaut.

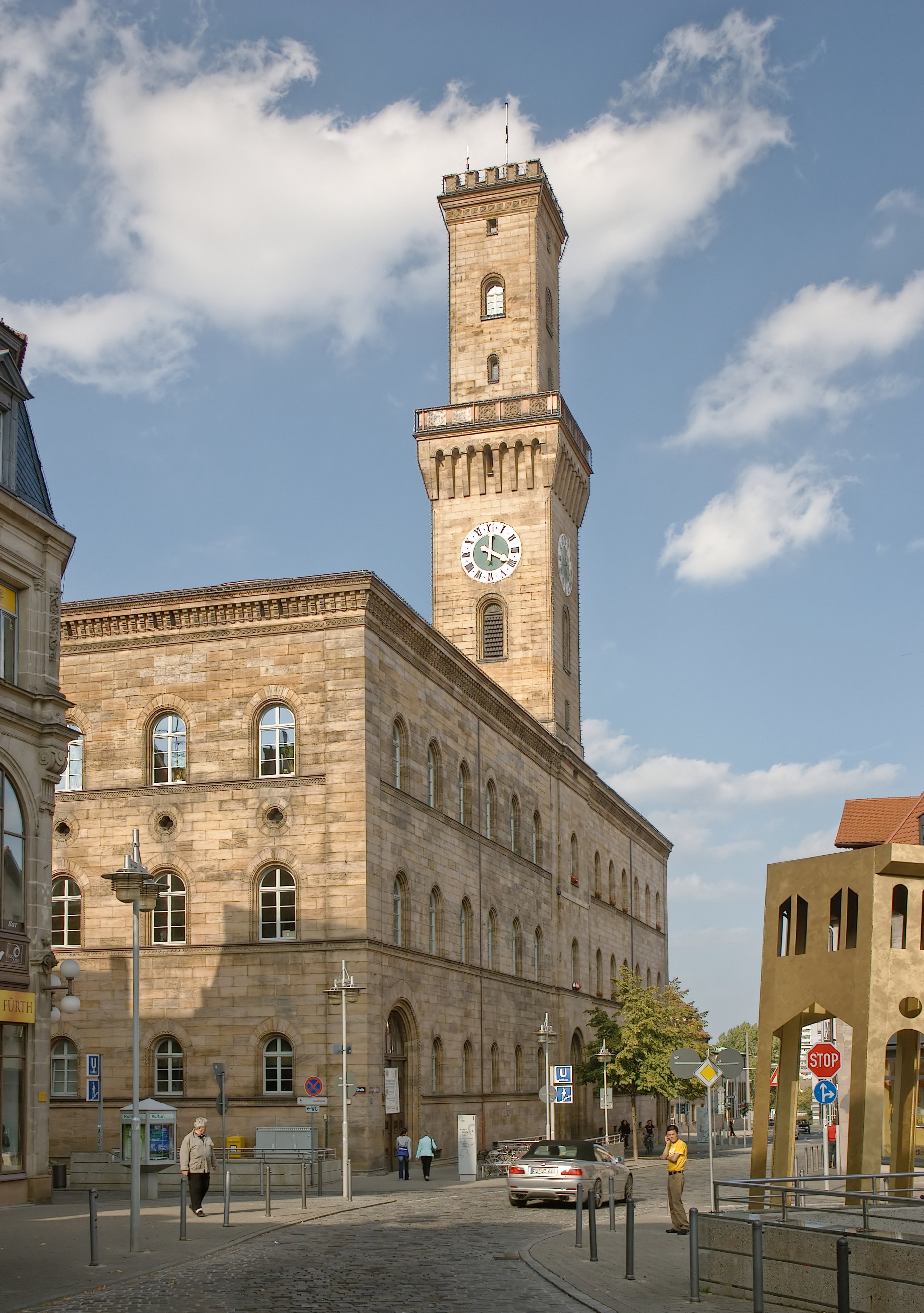
Fürther Rathaus, Königstraße 86/88.

- Königstraße 86 – westlicher, angepasster Erweiterungsbau des Rathauses (Königstraße 86), viergeschossig, 1898–1901 von Friedrich von Thiersch; Gedenktafel für Wilhelm Königswarter.
- Königstraße 87 – Viergeschossiges traufseitiges Wohnhaus, Sandsteinfassade mit profilierten Fenstersohlbänken, Korbbogentür, 18. Jh.
- Königstraße 88 – Rathaus, zweiflügeliger, dreigeschossiger Monumentalbau in romanisierenden Formen, Sandstein, in der Mitte des Ostflügels Turm nach Vorbild des Palazzo Vecchio in Florenz, 1840–50 von Georg Friedrich Christian Bürklein und Eduard Bürklein; mit Ausstattung.

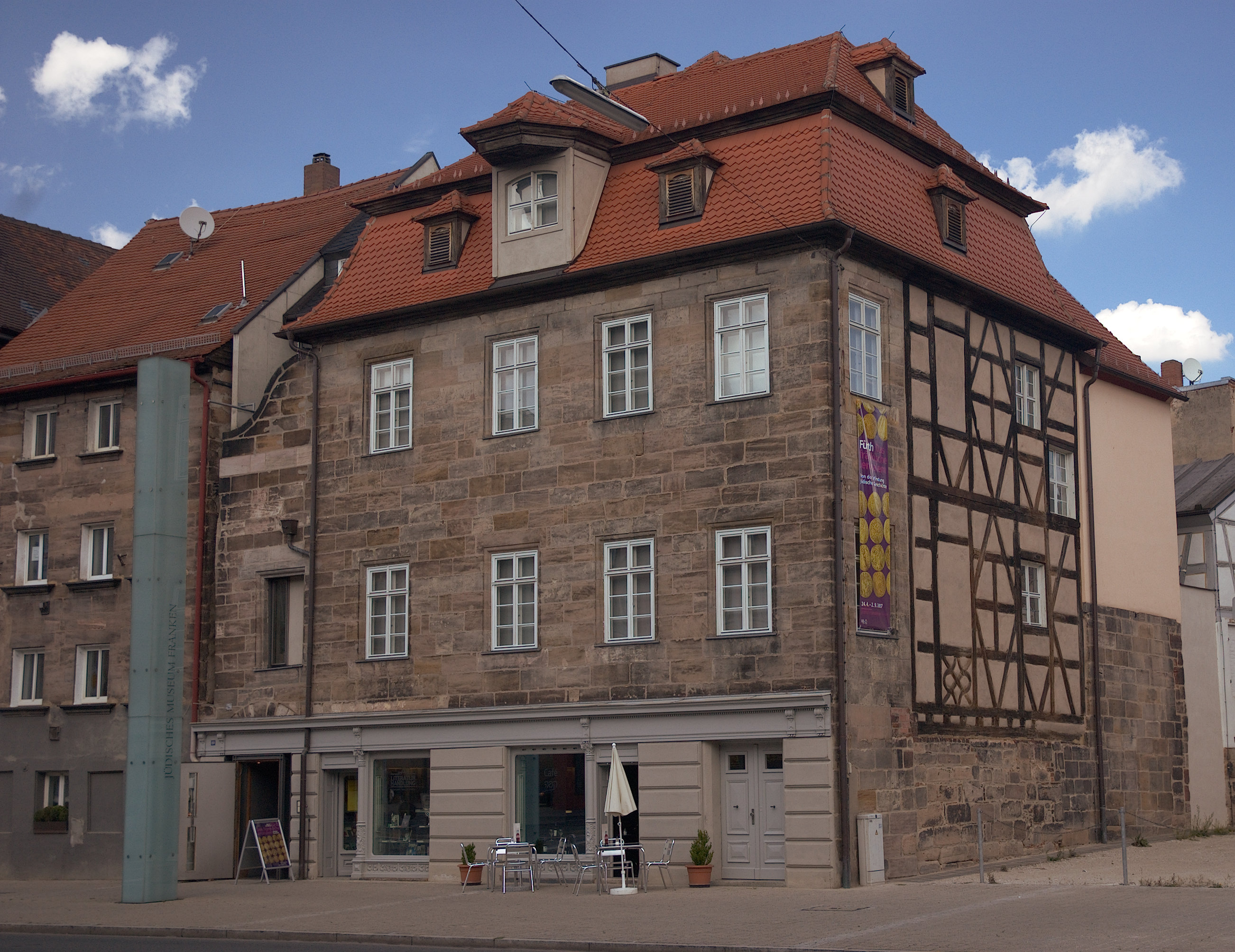
Königstraße 89, heute Jüdisches Museum Franken.

- Königstraße 89 – Dreigeschossiges Bürgerhaus mit Sandsteinfassade, Mansarddach, Aufzugsgaube und angebauter Achse mit Halbschweifgiebel, gegen oder um 1700, im mittleren 18. Jh. verändert, im Keller Mikwe, heute Jüdisches Museum Franken.
- Königstraße 90 – Dreigeschossiges Wohnhaus in Ecklage gegenüber dem Rathaus, Fachwerk verputzt, mit Walmdach, 1705.
- Königstraße 92 – Dreigeschossiges Wohnhaus, spätklassizistischer Sandsteinbau mit zarten Friesen, Kniestock und Konsolgesims, 1843 von Friedrich Schmidt und Georg Cappeller.
- Königstraße 94 – Zweigeschossiges Walmdachhaus mit Walmdach-Zwerchhaus, 1714 als Schmiede erbaut.
- Königstraße 95 – Stattliches, viergeschossiges Wohn- und Geschäftshaus mit reicher Neurenaissance-Sandsteinfassade und runden Erkertürmchen an beiden Ecken, 1889/90 von Adam Egerer.
- Königstraße 96 – Dreigeschossiges Wohnhaus, romantisch-klassizistischer Traufseitbau, reich gegliederte Sandsteinfassade mit Fensterarkaden, Stichbogenfenstern, zarten Friesen und Konsolgesims, 1845 von Friedrich Weltrich (Umbau).
- Königstraße 97, 99 – klassizistisches Wohnhaus, langgestrecktes, zweigeschossiges Doppelhaus, in Sandsteinquadern mit Mansarddach und zwei Flachgiebeligen, erhöhten Risaliten, Ende 18. Jh.
- Königstraße 98 – Stattliches dreigeschossiges Walmdachhaus, Quaderbau mit eckigen Voluten am Zwerchhausgiebel, 1802 von Friedrich Kopp.
- Königstraße 99 – Siehe Nr. 97.
- Königstraße 100 – Zweigeschossiger verputztes Wohnhaus mit Rustikaportal, hohem Mansarddach und zwei Walmdachzwerchhäusern, 1. Hälfte 18. Jh.
- Königstraße 102 – Dreigeschossiges Wohnhaus, schlichter Putzbau, 1739.

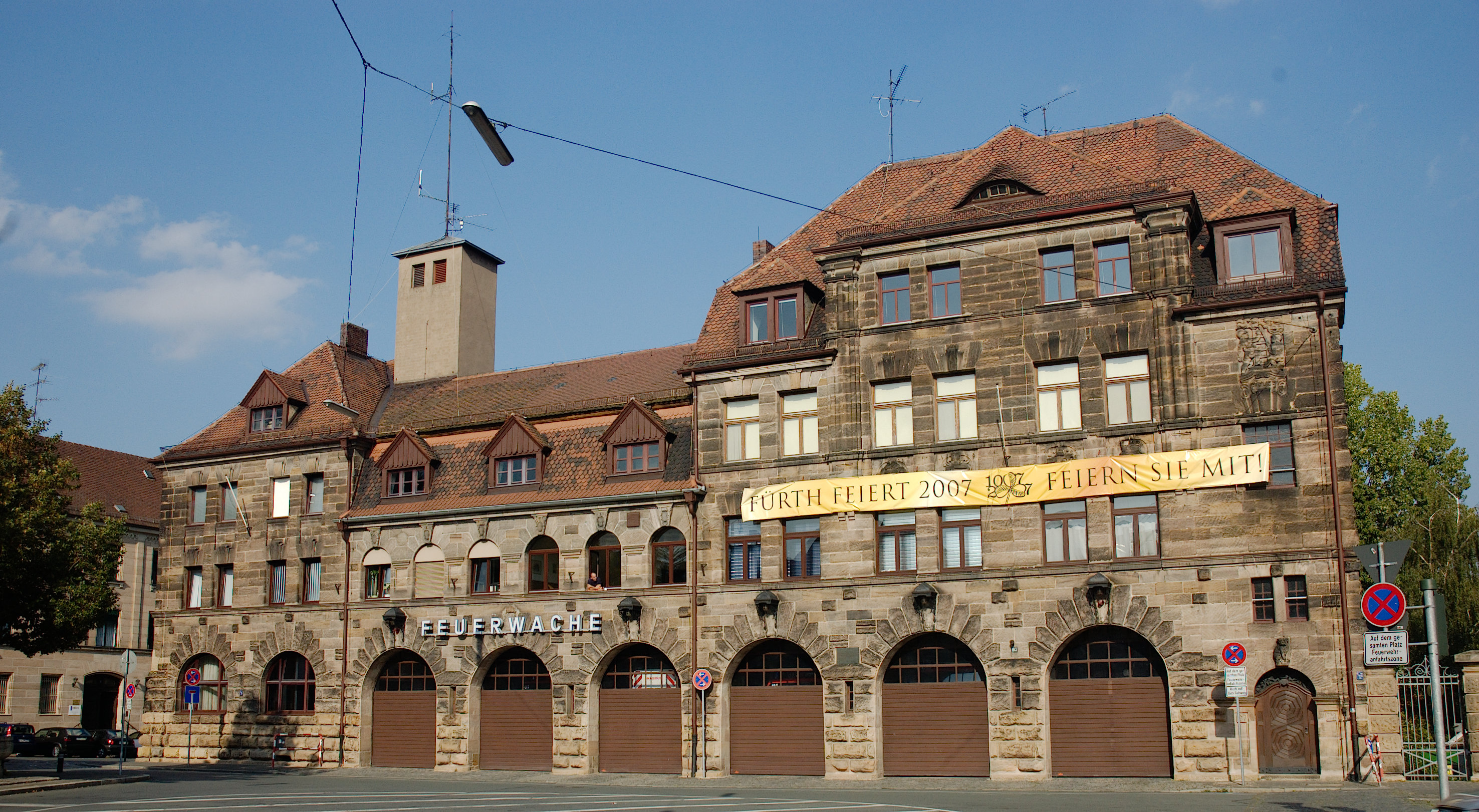
Städtische Feuerwache Königstraße 103.

- Königstraße 103 – Städtische Feuerwache, stattlicher Sandsteinbau im barockisierenden Jugendstil mit reicher Bauplastik, bez. 1908, wohl von Georg Groß; zugehörig Helmplatz 2.

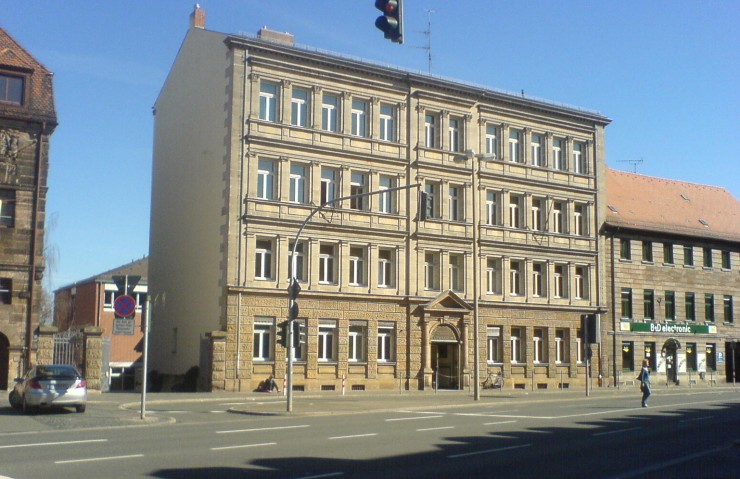
Heinrich-Schliemann-Gymnasium in der Königstraße 105.

- Königstraße (vor Nr. 103) – Jugendbrunnen, 1908 von Johannes Götz.
- Königstraße 105 – Heinrich-Schliemann-Gymnasium, viergeschossiger Sandsteinbau in strengen Neurenaissanceformen, 1895/96 von Wilhelm Horneber wohl nach Entwurf von Simon Vogel.
- Königstraße 108 – Zweigeschossiges Wohnhaus, Quaderbau, Mansardsatteldach, 1805 von Georg Eckart, umgebaut 1888 und 1913/14.
- Königstraße 110 – Ehem. Gasthaus zum Posthorn, zweigeschossiger traufseitiger Quaderbau, Zwerchhaus, 1701, später erneuert.

### Kohlenmarkt
- Kohlenmarkt 1, 2 – Langgestreckter zweigeschossiger Gebäudekomplex, jetzt Wohn- und Geschäftshaus, Sandsteinquaderbau des 18. Jh., 1834 und 1857 umgebaut; Mittelteil der Gruppe um ein Geschoss erhöht; Eckhaus Nr. 2 mit Mansarddach.
- Kohlenmarkt 3 – Städt. Amtshaus, stattlicher dreigeschossiger Eckbau, spätklassizistisch, Sandstein, reich gegliedert, mit polygonalem Eckerker und drei flachgiebeligen Risaliten, 1866 von Paulus Müller; Südflügel siehe Hirschenstraße 2.
- Kohlenmarkt 4 – Dreigeschossiges Geschäftshaus, in barockisierenden Formen, Mansarddach, 1900 von Adam Egerer.

### Kreuzstraße
- Kreuzstraße 1 – Nordteil (Saalbau) des Gasthofs Schwarzes Kreuz (siehe Königstraße 81), zweigeschossiger klassizistischer Quaderbau mit hohem Aufzugserker in Fachwerk, 1825.
- Kreuzstraße 5 – Dreigeschossiges traufseitiges Wohnhaus, Sandsteinfassade in spätklassizistischer Tradition, 1875/76.
- Kreuzstraße 6 – Dreigeschossiges Wohnhaus, spätklassizistischer Eckbau in Sandstein mit Gurtgesimsen, 1842 von Konrad Jordan.

### Ludwig-Erhard-Straße
- Ludwig-Erhard-Straße 1 – Viergeschossiges schmales Wohn- und Geschäftshaus in deutscher Renaissance, Sandstein, mit Polygonalerker und Türmchen, 1903 von Fritz Walter.
- Ludwig-Erhard-Straße 3 – Dreigeschossiges Wohn- und Geschäftshaus, Neurenaissance, Sandstein, reich gegliedert, mit Mansarddach, 1886 durch Umbau entstanden (im Kern 18. Jh.).
- Ludwig-Erhard-Straße 5 – Dreigeschossiges traufseitiges Wohn- und Geschäftshaus, Sandsteinfassade mit seitlichen Lisenen und Konsolgesims, 18. Jh., 1853 aufgestockt (Geburtshaus Ludwig Erhard); rückseitig zweigeschossiger Flügelbau in Fachwerk mit Mansarddach, 18. Jh.
- Ludwig-Erhard-Straße 7 – Viergeschossiges Wohn- und Geschäftshaus in deutscher Renaissance, Putzbau mit prächtigem polygonalen Eckerker, 1900 von Fritz Walter.
- Ludwig-Erhard-Straße 13 – Dreigeschossiges Wohnhaus, dreiseitig freistehend, Sandstein, reich gegliedert in romantisch-klassizistischen Formen, mit Treppengiebel, 1844 von Friedrich Weltrich.
- Ludwig-Erhard-Straße 14 – Dreigeschossiges schmales Neurenaissance-Wohnhaus, Attika der Sandsteinfassade bez. 1886, von Konrad Weber (im Kern 18. Jh.).
- Ludwig-Erhard-Straße 16 – Dreigeschossiges klassizistisches Wohnhaus mit 12 Achsen breiter Sandsteinfassade, 1825 von Meyer und Georg Eckart.
- Ludwig-Erhard-Straße 19 – Dreigeschossiges klassizistisches Wohnhaus, Quaderbau mit flachen Eckrisaliten und Mansarddach, 1825 von Georg E(c)kart; Gedenktafel (Geburtshaus Heinrich Berolzheimer).

### Marktplatz
- Marktplatz 1 – Stattliches dreigeschossiges Wohnhaus, mit Giebelfront, Putzbau, Hofflügel mit Galerien, um 1700.; mit Nr. 3 durch Rundbogentor verbunden.
- Marktplatz 2 – Ehem. Gasthaus Goldener Schwan, stattliches zweigeschossiges Eckhaus in Sandsteinquadern mit durch Gesimse geteiltem Schweifgiebel mit Voluten und seitlichem Fachwerkobergeschoss, 1681, wohl um 1800 verändert; mit Nr. 4 durch Korbbogentor verbunden; Geburtshaus von Hermann Weigmann (Gedenktafel).
- Marktplatz 3 – Freistehendes dreigeschossiges Wohnhaus, verputzter Walmdachbau mit Walmdach-Zwerchhaus, 18. Jh.

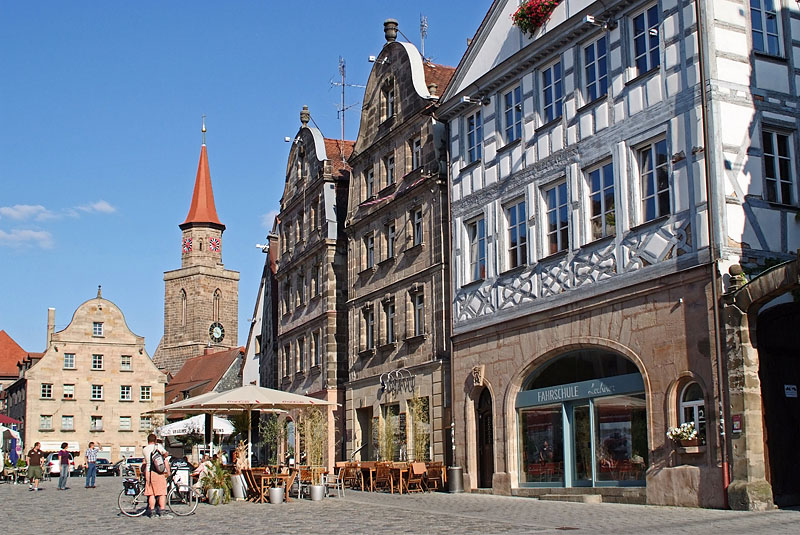
Von rechts nach links: Marktplatz 4, 6, 8 – im Hintergrund Turm der Stadtpfarrkirche St. Michael (Kirchenplatz 4) und links Gustavstraße 58.

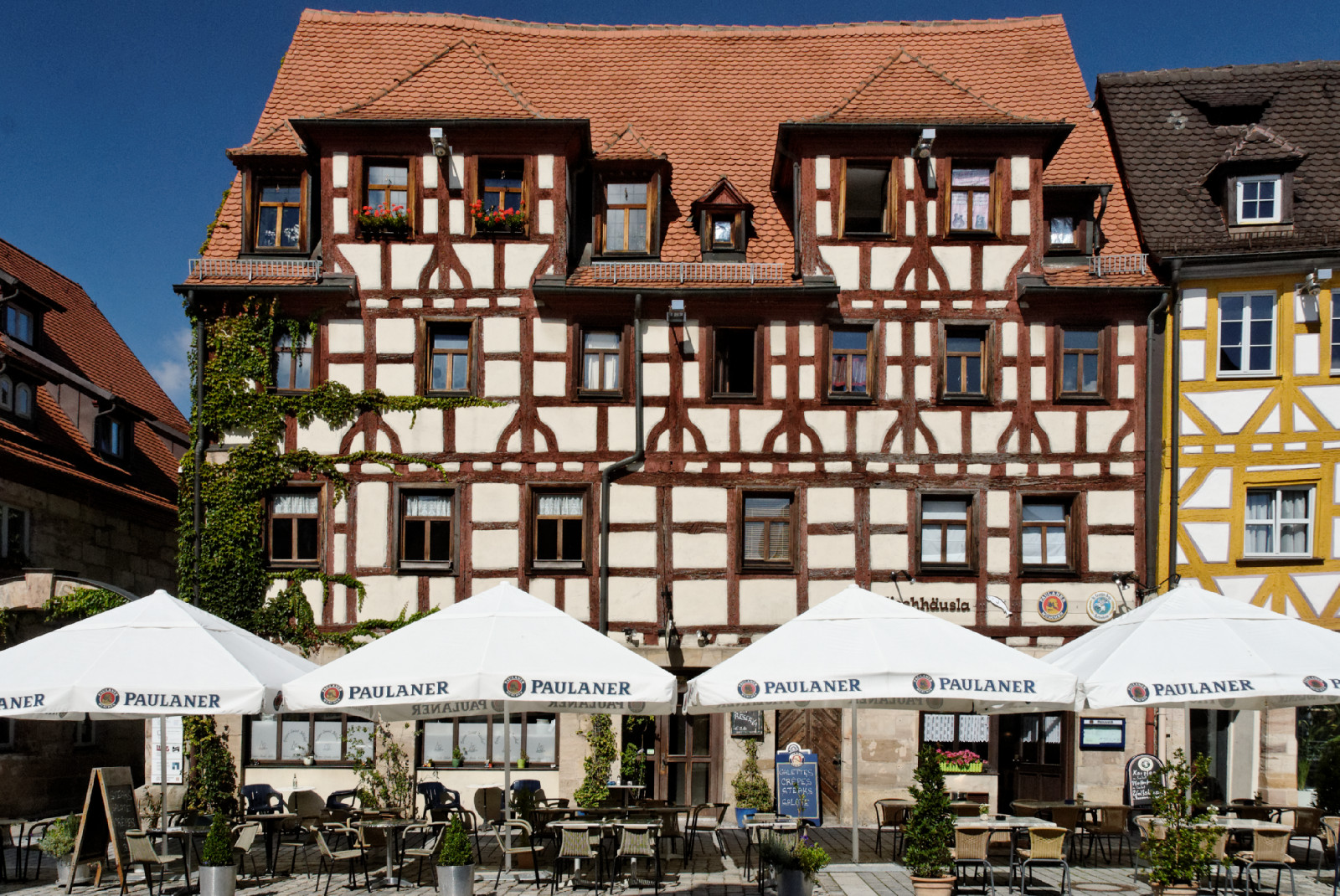
Marktplatz 7/9.

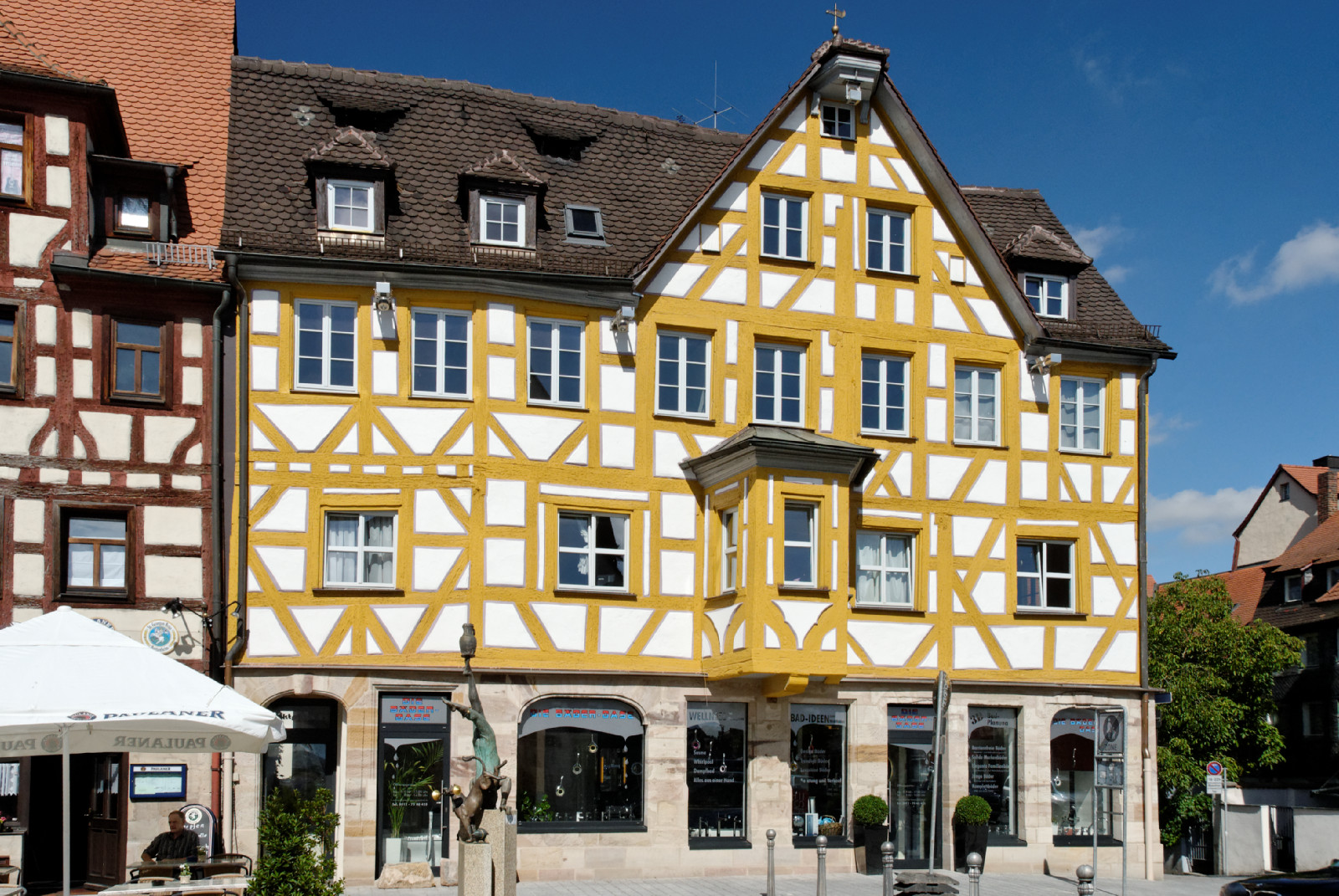
Marktplatz 11.

- Marktplatz 4 – Dreigeschossiges Wohnhaus mit Walmdach, Fachwerk, gegen oder um 1700, klassizistisch umgestaltet mit Dreiecksgiebel, Erdgeschoss 1911 umgebaut; im Hof Holzgalerie.
- Marktplatz 5 – Zweigeschossiges Wohnhaus, Obergeschoss und Volutengiebel verputzt, wohl 2. Viertel 18. Jh., im Erdgeschoss angepasster Ladeneinbau von Bräutigam und Wiessner 1909; mit Nr. 7 durch Korbbogentor verbunden; im Hof sog. Stadlershof: malerische Baugruppe kleiner Fachwerkhäuser, mit Traufbau, Giebelhaus, zwei Satteldachhäuser, 17./18. Jh.
- Marktplatz 6 – Schmales dreigeschossiges Wohnhaus mit Mansardsatteldach und hohem Schweifgiebel, Sandsteinfassade, im Kern 17./18. Jh., mit frühklassizistischer Fassade (und wohl Aufstockung) von etwa 1800; Gruppe mit Nr. 8.
- Marktplatz 7/9 – Dreigeschossiges Fachwerk-Doppelwohnhaus mit Satteldach und zwei Walmdach-Zwerchhäusern, 17./18. Jh.; Rückgebäude kleines Giebelhaus, Fachwerk verputzt, 1695.
- Marktplatz 8 – Schmales dreigeschossiges Wohnhaus mit Mansardsatteldach und hohem Schweifgiebel, Sandstein, im Kern 17. Jh., 1802 von Georg Eckart aufgestockt und umgestaltet; Gruppe mit Nr. 6; zweigeschossiges Rückgebäude, Sandstein, mit Mansarddach, bez. 1782.
- Marktplatz 9 – Siehe Marktplatz 7
- Marktplatz 10 – Ehem. Gasthaus zum (weißen) Engel, zweigeschossiger Quaderbau mit Volutengiebel, wohl mittleres 18. Jh., Erdgeschoss 1910 von Georg Böhner angepasst für Läden verändert (Mitteleingang original); zugehörig Scheune, stattlicher Fachwerkbau, 18. Jh.
- Marktplatz 11 – Dreigeschossiges Wohnhaus, Traufseitbau, Fachwerkobergeschosse, am Erker bez. 1661/1961.
- Marktplatz 12 – Zweigeschossiges Wohnhaus mit Fachwerkobergeschoss und -Giebel, 17./18. Jh., im Hof hinter Nr. 10. Umbau und Renovierung von Bräutigam und Wiessner, 1916.
- Marktplatz 14 – (im BayernViewer-denkmal aufrufbar, aber ohne Beschreibung) – entsprechend 12.

### Mohrenstraße
- Mohrenstraße 2 – Dreigeschossiges Wohnhaus, im Kern 17./18. Jh., spätklassizistische Sandsteinfront mit Zwerchhaus, 1856 von Friedrich Schmidt (Geburtshaus Leopold Ullstein 1826; Gedenktafel).
- Mohrenstraße 4 – Wohnhaus in Ecklage, Obergeschoss und Giebel in verschiefertem Fachwerk, 17./18. Jh.
- Mohrenstraße 6 – Dreiflügeliges, malerisches Wohnhaus, zwei- bis dreigeschossig, Sandstein und Fachwerk, z. T. verschiefert, Aufzugserker im Osten, 17./18. Jh.

### Mühlstraße
- Mühlstraße 1, 3, 5 – Viergeschossige Neurenaissance-Mietshäuser, Sandstein und Rohbackstein, 1886 von Georg Kißkalt; Gruppe mit Baldstraße 1–6, Gustavstraße 12/14 und Untere Fischerstraße 1, 3.
- Mühlstraße 2 – Weinstube „Duckla“ (fränkisch für Mikwe, abgeleitet von unter Wasser „ducken“), dreigeschossiger Quaderbau, 1826 von Biller, auf älteren Fundamenten (im Keller ursprünglich Mikwe, jüdische rituelle Badstube, wohl des späten 17. Jh.), Neurenaissance-Fensterrahmungen aus Stuck, Ende 19. Jh.
- Mühlstraße – Stützmauer 18. Jh. entlang Mühlstraße 2 und hinter Gustavstraße 6.
- Mühlstraße 3, 5 – Siehe Nr. 1.
- Mühlstraße 18 – Langgestrecktes Wohnhaus, zur sog. Wolfsgrubermühle gehörig, Obergeschoss und zwei Dacherker Fachwerk, wohl spätes 17. Jh.
- Mühlstraße 20 – Zweigeschossiges Wohnhaus, zur sog. Wolfsgrubermühle gehörig, Quaderbau mit Mansarddach, Korbbogentür mit Rokoko-Oberlicht, 2. Hälfte 18. Jh.
- Mühlstraße 20(a) – Wohnhaus in Hang- und Ecklage, zweigeschossiger Walmdachbau mit verputztem Sandsteinerdgeschoss und Fachwerkobergeschoss und südlichem Erweiterungstrakt mit Satteldach, 18. Jh., Erweiterung 1901; Stütz- und Einfriedungsmauern, beiderseits des Wohnhauses, Sandstein, wohl 18./19. Jh.
- Mühlstraße 22 – Zweigeschossiges verputztes Wohnhaus mit breiter Giebelfront (in Hoflage), 17./18. Jh.
- Mühlstraße 23/25/27 – Wolfsgrubermühle; ehem. Untere Mühle, Erdgeschoss Quaderbau, Obergeschoss und Zwerchhaus Fachwerk, Ende 18. oder Anfang 19. Jh.; zugehörig Turbinenhaus, 1912/13 nach Planung von Georg Böhner; hoher Mühlenneubau, 1945/47 nach Plänen von Richard Kohler.
- Mühlstraße 31 – Zur sog. Wolfsgrubermühle gehörendes ein- bis zweigeschossiges Wirtschaftsgebäude, Sandstein, mit Hauszeichen über Stichbogenportal bez. 1737.

### Obere Fischerstraße
- Obere Fischerstraße 1 – Saalbau beim Gasthof zum Grünen Baum, zweigeschossiger klassizistischer Quaderbau, Rundbogenfenster, 1847/48 von Friedrich Schmidt.
- Obere Fischerstraße 2 – Dreigeschossiges Bürgerhaus, Erdgeschoss Sandstein, sonst verputzt, 18. Jh., nach Brand 1841 wiederhergestellt.
- Obere Fischerstraße 3 – Schmales, malerisches Wohnhaus in Ecklage, Erdgeschoss Sandstein, die beiden z. T. vorkragenden Obergeschosse Fachwerk verschiefert, 18. Jh.
- Obere Fischerstraße 4 – Dreigeschossiges Neurenaissance-Mietshaus, Sandstein, Mansarddach, 1889 von Adam Egerer.
- Obere Fischerstraße 5 – Schmales viergeschossiges Traufhaus, z. T. Fachwerk verschiefert, 18. Jh.
- Obere Fischerstraße 6 – Dreigeschossiges Neurenaissance-Mietshaus, 1889 von Adam Egerer.
- Obere Fischerstraße 7 – Wohnhaus, Eckbau mit Satteldach, Obergeschoss Fachwerk teils verputzt, teils verschiefert, 18. Jh.; zweigeschossiger Anbau in Quadern, wohl 1. Hälfte 19. Jh.
- Obere Fischerstraße 8 – Gaststätte zur Stadt Venedig (ehem. zum Goldenen Anker), dreigeschossiges verputztes Eckhaus, Untergeschosse um 1678; schmaler Anbau.

### Obstmarkt
- Obstmarkt 1 – Hohes, viergeschossiges Geschäfts- und Wohnhaus in reicher Neurenaissance mit polygonalem Turmerker und Zwerchhaus, Sandstein, Ladenvorraum im Jugendstil, 1901/02 von Adam Egerer.

### Pegnitzstraße
- Pegnitzstraße 13/15 – Altes Spital, Langgestrecktes zweigeschossiges Doppelhaus, Quaderbau mit Mansarddach und breitem Zwerchhaus, seitliche Halbwalm-Volutengiebel, Ende 18. Jh.
- Pegnitzstraße 17 – Wohnhaus mit Gaststätte Pegnitzzwinger, dreigeschossiger Sandsteinbau mit Zwerchhaus, 1862/69 von Christoph Christgau.
- Pegnitzstraße 29 – Scheune, Fachwerkbau mit Satteldach, um 1700.
- Pegnitzstraße 41 – Viergeschossiges historisierendes Mietshaus mit Zwerchhaus an der abgerundeten Ecke und Mansarddach, Putzbau mit Sandsteinerdgeschoss, 1913/14 von Ebert und Gross; Gruppe mit Schießplatz 24.

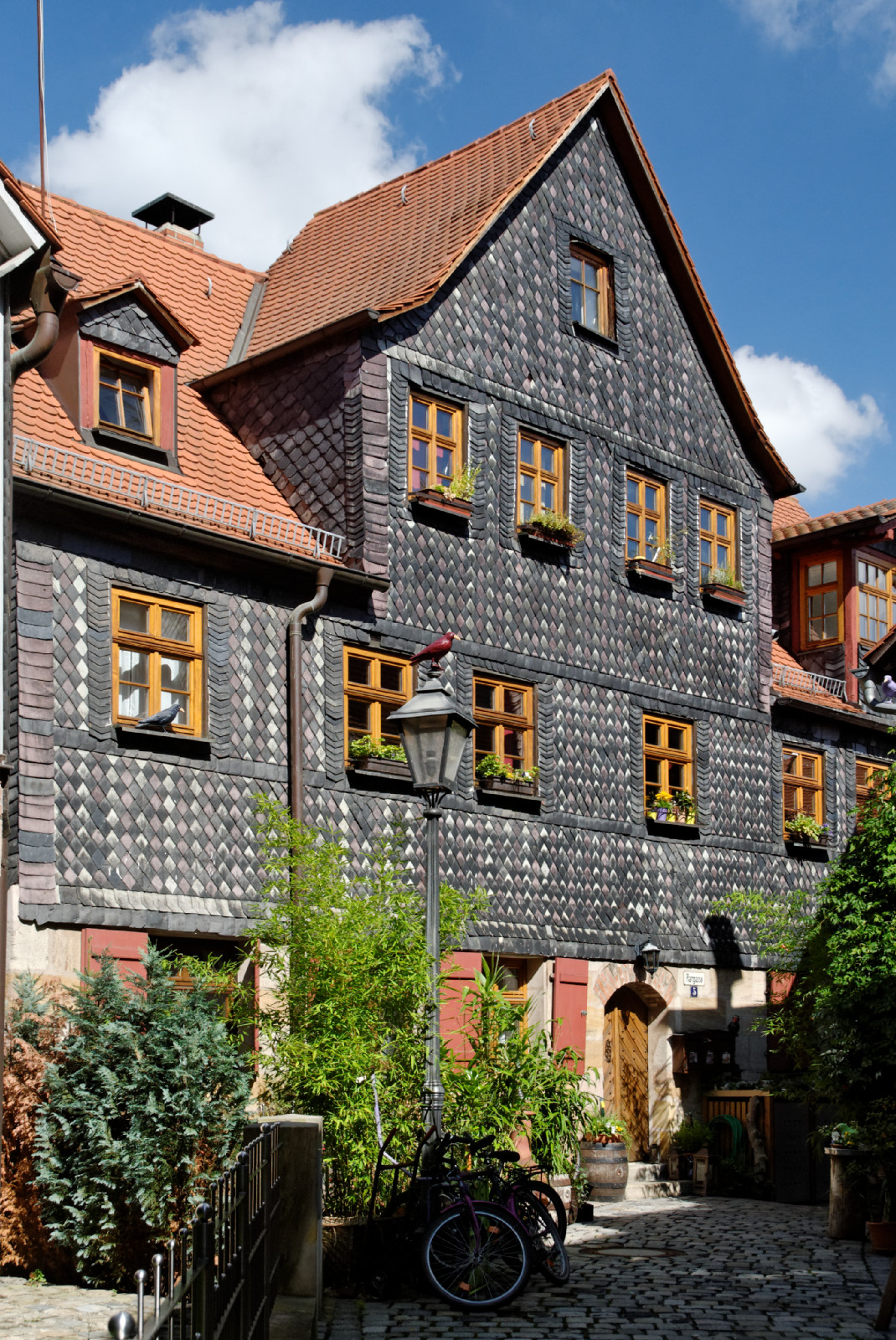
Pfarrgasse 5.

### Pfarrgasse
- Pfarrgasse 3 – Hakenförmiges Wohnhaus mit Satteldach, und Zwerchhaus, Obergeschoss Fachwerk verschiefert, 18. Jh.
- Pfarrgasse 5 – Satteldachhaus, Obergeschoss und Zwerchhaus Fachwerk verschiefert, 1. Hälfte 18. Jh.

### Pfarrhof
- Pfarrhof 1 – Pfarrscheune, Fachwerkbau mit steilem Walmdach, 18. Jh.; südlich zwischen Gustavstraße 40 und 42 zwei barocke Torpfeiler als Zufahrt, 1947 erneuert; Teil des Ensembles Altstadt.
- Pfarrhof 2 – Niedriges Nebengebäude; südlich von Nr. 4, erdgeschossig mit Satteldach, 18./19. Jh.; Teil des Ensembles Altstadt.
- Pfarrhof 3 – Evang. Pfarrhaus, stattlicher zweigeschossiger Satteldachbau mit Giebel zum Kirchenplatz, Rustikaportale und reiches Fachwerk, um 1700; mit Ausstattung; Teil des Ensembles Altstadt.
- Pfarrhof 4 – Zweigeschossiges Wohnhaus für den zweiten Pfarrer, z. T. verputzter Quaderbau mit Satteldach, 18./19. Jh., nach Kriegsschäden 1946–1948 von Georg Böhner erneuert; vgl. Nr. 2; Teil des Ensembles Altstadt.
- Pfarrhof 5 – Wohnhaus des dritten Pfarrers, nördlicher Anbau an Nr. 3, langgestrecktes Satteldachhaus, Obergeschoss Fachwerk, Nordhälfte gegen oder um 1700, Verbindung zur Nr. 3 18. Jh.; Teil des Ensembles Altstadt.

### Rednitzhof
- Rednitzhof 10 – Zweigeschossiges, langgestrecktes Wohnhaus mit Satteldach, verputzt, im Kern 1766, im 19. Jh. erweitert.
- Rednitzhof 11 – Dreigeschossiges spätklassizistisches Wohnhaus in Ecklage, Sandstein, mit Gurtgesims, 1847 von Caspar Gran.
- Rednitzhof 15 – Klassizistisches zweigeschossiges Wohnhaus mit Satteldach, Quaderbau mit Gurtgesims, 1830.

### Schießplatz
- Schießplatz 4/6 – Gruppe viergeschossiger, reich gegliederter Neurenaissance-Mietshäuser, Sandstein, 1890/91 von Adam Egerer.
- Schießplatz 5 – Ehem. Schießhaus, freistehender zweigeschossiger klassizistischer Quaderbau, mit Gurtgesims und Satteldach, an der westlichen Giebelseite halbrunder Bodenerker, 1829/30.
- Schießplatz 6 – Siehe Nr. 4.
- Schießplatz 8 – Spätklassizistisches, dreigeschossiges Wohnhaus, Sandstein, mit Mansarddach, um 1870/80.
- Schießplatz 16 – Spätklassizistisches zweigeschossiges Wohnhaus, Eckbau mit Blendrahmengliederung, doppeltem Gurtgesims und flachem Mittelgiebel, Sandstein, 1867/68 von Simon Gieß (Gruppe mit Angerstraße 20 und 22).
- Schießplatz 18/20 – Langgestrecktes zweigeschossiges Doppelhaus, klassizistischer Bau, 1833 von Johann Korn, mit verschieferten Zwerchhäusern Ende 19. Jh.
- Schießplatz 22 – Zweigeschossiges klassizistisches Wohnhaus mit Walmdach, Sandstein, 1845 von Caspar Gran.
- Schießplatz 24 – Viergeschossiges, historisierendes Mietshaus, Putzbau mit Sandstein-Erdgeschoss und Mansarddach, 1914 von Ebert und Gross; Gruppe mit Pegnitzstraße 41.

### Schindelgasse
- Schindelgasse 4 – Dreigeschossiges Wohnhaus, Quaderbau mit Korbbogentür, reich profilierten Sohlbänken und Volutengiebel, mittleres 18. Jh.
- Schindelgasse 8 – Dreigeschossiges Wohnhaus, Traufseitbau mit profilierten Sohlbänken an der Quaderfront und Zwerchhaus, 17./18. Jh.
- Schindelgasse 9 – Dreigeschossiges Wohnhaus in Ecklage mit großem Zwerchgiebel und zweigeschossigem seitlichem Annex, Erdgeschoss massiv und verputzt, darüber Fachwerk verschiefert, Ende 17. Jh.
- Schindelgasse 10 – Wohnhaus, ehem. jüdische Druckerei, Erdgeschoss Sandstein, zwei Obergeschosse und Zwerchhaus verschiefert, 17./18. Jh.
- Schindelgasse 11 – Dreigeschossiges Wohnhaus, Traufseitbau mit verputztem Erdgeschoss, Obergeschosse und Zwerchhaus verschiefert, Ende 17./18. Jh.
- Schindelgasse 13 – Viergeschossiges Wohnhaus, traufseitiger Fachwerkbau mit Aufzugsgaube, 18. Jh., ehem. bez. 1708.
- Schindelgasse 14 – Dreigeschossiges Traufhaus mit Zwerchhaus, im Kern spätes 17. Jh., Umbauten 18./19. Jh.
- Schindelgasse 15 – Wohnhaus, Erdgeschoss verputzt, Obergeschoss und Zwerchhaus über der Nordhälfte verschiefert, 17./18. Jh.

### Schirmstraße
- Schirmstraße 1 – Dreigeschossiges spätklassizistisches Wohnhaus, Sandsteinbau mit Stichbogenfenstern und Gurtgesimsen, 1852 von Caspar Gran; Neurenaissance-Ladenfront mit Gusseisensäule und Haustür 1888.
- Schirmstraße 3 – Dreigeschossiges Mietshaus, Neurenaissance mit klassizistischen Anklängen, Sandstein, reich gegliedert, mit breitem Zwerchhaus und Mansarddach, 1883.
- Schirmstraße 5 – Dreigeschossiger, reich gegliederter Neurenaissance-Mietshaus, Sandsteinbau mit Seitenrisaliten und Mansarddach, 1886 von Max Mayer.
- Schirmstraße 7 – Zweigeschossiges Rückgebäude von Bäumenstraße 10, Sandsteinquaderbau mit Gurtgesims und Zahnschnittfries, 1875 von Konrad Weber.
- Schirmstraße 11 – Erdgeschossiges Rückgebäude (Wirtschaftsgebäude von Bäumenstraße 14), in Ecklage, mit breitem Korbbogentor, bez. 1742, z. T. aufgestockt.

### Traubenhof
- Traubenhof 1 – Wohnhaus mit Satteldach, Obergeschosse Fachwerk verkleidet, 17./18. Jh.
- Traubenhof 3 – Langgestrecktes zweigeschossiges Wohnhaus, Traufseitbau in Quadern, Mansarddach und hoher Aufzugsgiebel, wohl um 1800.
- Traubenhof 4 – Hakenförmiges, verputztes, zweigeschossiges Wohnhaus mit Satteldach, 18. Jh., mit neuklassizistische Putz-Fensterrahmungen; Gedenktafel für Johann Georg Schuh.

### Untere Fischerstraße
- Untere Fischerstraße 1, 3 – Viergeschossige Mietshäuser, Neurenaissance, Rohbackstein mit Sandsteingliederung, 1887/88 von Georg Kißkalt; zur Gruppe Baldstraße 1–6, Gustavstraße 12/14 und Mühlstraße 1/3/5 gehörig.
- Untere Fischerstraße 6 – Dreigeschossiges Wohnhaus (Fischerei), Putzbau mit reich stuckierter Jugendstil-Portalumrahmung, bez. 1908, von Fritz Walter.
- Untere Fischerstraße 7 – Dreigeschossiges Wohnhaus, traufseitig, Obergeschosse Fachwerk verputzt, Anfang 18. Jh.
- Untere Fischerstraße 9 – Ehem. Fischer-Wohnhaus, schmales dreigeschossiges verputztes Fachwerk-Traufhaus, Aufzugerker, bez. 1676 und 1677.
- Untere Fischerstraße 11/13 – Doppelwohnhaus, dreigeschossiger klassizistischer Traufbau in Sandstein mit Gurtgesimsen, Nr. 13 1831 von Johann Michael Zink, Nr. 11 1876 in gleichen Formen angebaut.
- Untere Fischerstraße 16 – Dreigeschossiges spätklassizistisches Wohnhaus, Sandstein, mit Stichbogenfenstern im Erdgeschoss und Zahnschnittfries, 1847 von Friedrich Weltrich; Doppelhaus mit Nr. 18.
- Untere Fischerstraße 18 – Dreigeschossiges spätklassizistisches Wohnhaus, in Ecklage, markanter Quaderbau mit Ecklisenen, Stichbogenfenstern, Gurtgesims und Mittelzwerchhaus, 1847 von Friedrich Weltrich; Doppelhaus mit Nr. 16.
- Untere Fischerstraße 20 – Ehem. Färberhaus, dreigeschossiger klassizistischer, freistehender Sandsteinquaderbau mit Gurtgesims, Walmdach, um 1835; Seitenflügel 1853 in Fachwerk aufgestockt.

### Waagstraße
- Waagstraße 1 – Ehem. Gasthof Rotes Roß, zweigeschossiger Quaderbau mit Volutengiebel, traufseitig Fachwerkobergeschoss mit Aufzugsgaube, 1664, Giebelreiter von 1862.Waagstraße 3 und 5 (jeweils mehrteilige Baugruppen), rechts Waagstraße 4.

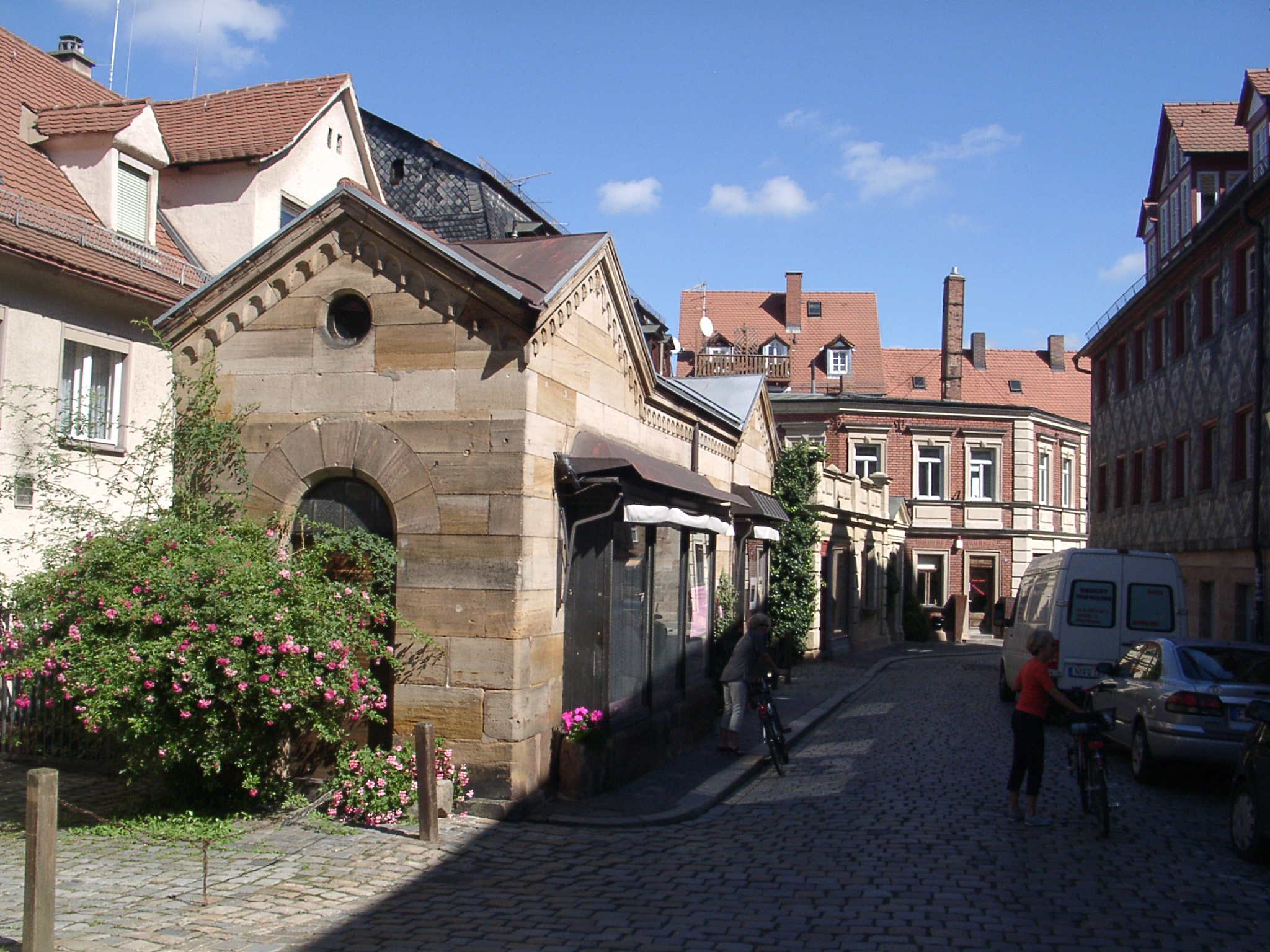
Waagstraße 3 und 5 (jeweils mehrteilige Baugruppen), rechts Waagstraße 4.

- Waagstraße 3 – Mehrteilige Baugruppe: Hauptgebäude, zweigeschossiges langgestrecktes Traufhaus, Fachwerk verputzt, 18. Jh.; südlich anschließend „das kleinste Haus von Fürth“, erdgeschossig mit Mansarddach und Zwerchhaus, Mitte 18. Jh.; davor freistehender erdgeschossiger Quaderbau mit Laden, romanisierend, 1843 von Georg Cappeller.
- Waagstraße 4 – Dreigeschossiges Wohnhaus in Ecklage, Obergeschoss und Nordgiebel Fachwerk verschiefert, 1. Hälfte 18. Jh.
- Waagstraße 5 – Mehrteilige Baugruppe: dreigeschossiges Wohnhaus, teils verputzt, teils Fachwerk verschiefert, 18. Jh., Mansarddach von 1890; nördlich im rechten Winkel anschließend zweigeschossiger Neurenaissance-Eckbau, 1889 von Johann Michael Horneber; davor freistehend parallel zum älteren Flügel Sandstein-Vorbau mit Portal und Laden, 1889.

### Wasserstraße
- Wasserstraße 1 – Dreigeschossiges Wohnhaus, Mansarddachbau, mit verputztem Fachwerk, breitem Zwerchhaus, 18. Jh., Erdgeschoss 1837 massiv erneuert; Galerie im Hof.
- Wasserstraße 2 – Dreigeschossiges klassizistisches Wohnhaus, traufseitige Sandsteinfassade mit Gurtgesimsen, wohl 2. Viertel 19. Jh.
- Wasserstraße 4/6/8 – Langgestrecktes klassizistisches Wohnhaus (jetzt städt. Verwaltungsgebäude), dreigeschossiger Sandsteinbau mit Seitenrisaliten, Gurtgesimsen, rundbogige Fenster und Tore, 1827 von Johann Heinrich Jordan.
- Wasserstraße 5 – Dreigeschossiges verschiefertes Wohnhaus (jetzt städt. Jugendtreff), Traufseitbau mit Zwerchhaus, östliche Giebelseite Fachwerk, 18./19. Jh.; Gruppe mit Nr. 7.
- Wasserstraße 6 – Siehe Nr. 4.
- Wasserstraße 7 – Zweigeschossiges verschiefertes Wohnhaus, traufseitig, mit Zwerchhaus, 18./19. Jh.; Gruppe mit Nr. 5.
- Wasserstraße 8 – Siehe Nr. 4.
- Wasserstraße 10 – Dreigeschossiges Mietshaus, gotisierende Sandsteinfassade mit Stichbogentor, 1899 von Georg Bauer.
- Wasserstraße 13 – Dreigeschossiger Neurenaissance-Wohnhaus mit Gaststätte, Sandstein, 1889 von Vornberg und Scharff.

### Wilhelm-Löhe-Straße
- Wilhelm-Löhe-Straße 3 – Freistehendes zweigeschossiges Wohnhaus mit Satteldach, Fachwerk verputzt, Giebelzwerchhaus verschiefert, 18. Jh.
- Wilhelm-Löhe-Straße 5 – Zweigeschossiges Wohnhaus (ehem. Gastwirtschaft), Erdgeschoss Quaderbau, Obergeschoss und Südgiebel Fachwerk verputzt, Aufzugserker, 1. Hälfte 18. Jh., der nördlich anschließende Giebelbau 1867 umgebaut.
- Wilhelm-Löhe-Straße 8 – Dreigeschossiges langgestrecktes Wohngebäude mit Fachwerk 18.–19. Jh.
- Wilhelm-Löhe-Straße 9 – Freistehendes zweigeschossiges Wohnhaus mit Satteldach, Traufseitbau in Ecklage, Fachwerk verputzt, mit Aufzugsdächlein, um 1700.
- Wilhelm-Löhe-Straße 14 – Zweigeschossiges Wohnhaus, Satteldachhaus, Erdgeschoss und Straßengiebelfront Quaderbau, Traufseitobergeschoss Fachwerk verputzt, 17./18. Jh.
- Wilhelm-Löhe-Straße 16 – Zweigeschossiges Wohnhaus, traufseitiger Flügelbau, Erdgeschoss Quader, Fachwerkobergeschoss, 18. Jh.; vgl. Nr. 14
- Wilhelm-Löhe-Straße 18 – Dreigeschossiges Wohnhaus mit abgeschrägter Ecke, Sandstein, 2. Obergeschoss und zwei Zwerchhäuser in verschiefertem Fachwerk, 1846/47 von Andreas Korn, 1864 umgebaut und aufgestockt von Johann Kiesel.